# Rivalité entre les Celtics et les Lakers
Vous lisez un « article de qualité » labellisé en 2013.
La rivalité entre les Celtics de Boston et les Lakers de Los Angeles (Lakers de Minneapolis jusqu'en 1960) est la rivalité la plus intense du XXe siècle de la National Basketball Association (NBA). Dans les années 1980, elle est à son apogée lorsque Magic Johnson et Larry Bird s'affrontent lors de trois séries en finales. La rivalité est moins forte après le retrait des deux stars. Après 21 ans de rencontres sans finale, les Celtics et les Lakers se retrouvent opposés en finales NBA en 2008, titre finalement remporté par les Celtics. Deux saisons plus tard, en 2010, Los Angeles prend sa revanche en dominant Boston lors d'un septième match décisif.
Les Celtics sont la franchise la plus titrée de la NBA avec 18 titres. Les Lakers sont deuxièmes avec 17 titres. 
Les deux franchises ont toujours été chacune dans une conférence opposée (Est pour les Celtics et Ouest pour les Lakers) et si elles se rencontrent en saison régulière, elles ne sont opposées en playoffs qu'en Finales NBA.
Celtics et Lakers se sont rencontrés douze fois en finales. Les Celtics mènent leur duel par neuf victoires à trois (dont les huit premières consécutives).

## Situation
| Boston Los Angeles Minneapolis |

Cette rivalité a d'abord opposé la ville de Boston, qui est la capitale et la principale ville de l’État du Massachusetts, dans le Nord-Est des États-Unis constituant le centre économique et culturel de la Nouvelle-Angleterre et celle de Minneapolis dans le Minnesota, ville importante du Midwest. La franchise des Lakers déménage ensuite à Los Angeles, deuxième plus grande ville des États-Unis après New York. Elle est située dans le sud de la Californie, sur la côte pacifique.
Les Celtics et les Lakers sont les deux plus anciennes franchises de la NBA (avec les Knicks de New York). Les Celtics ont été créés en juin 1946 à Boston et les Lakers en 1947 à Minneapolis. Les Celtics sont, avec les Knicks, la seule franchise de NBA à n'avoir ni changé de nom ni de localisation depuis 1946, au contraire des Lakers qui ont déménagé en 1960 de Minneapolis à Los Angeles.

## Historique

### Minneapolis contre Boston

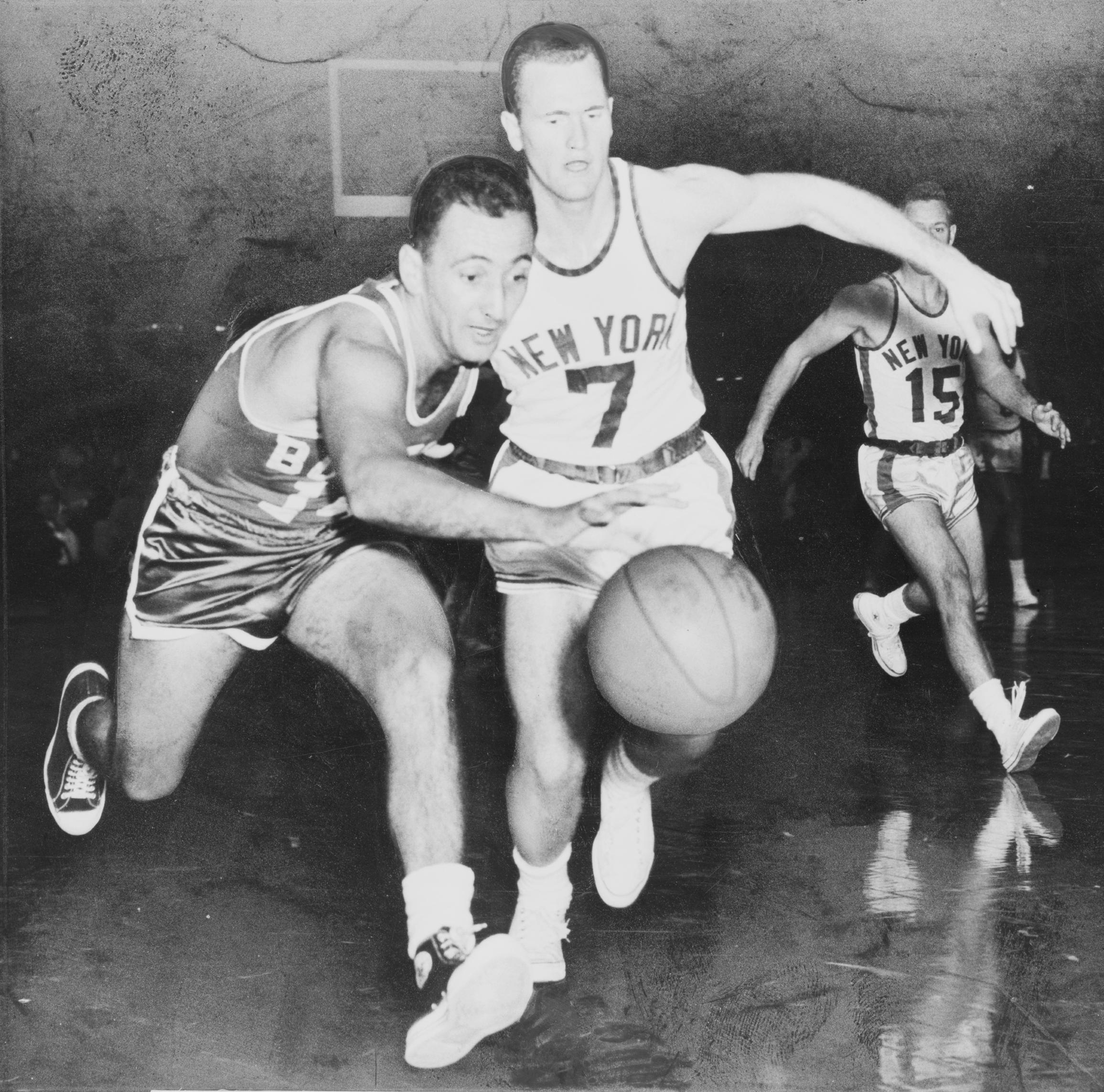
Bob Cousy dribble.

Au cours de la première décennie de la NBA dans les années 1950, les Lakers de Minneapolis sont la première dynastie de la NBA. Minneapolis gagne la première série finale du championnat nouvellement formé en 1950 qu'est la NBA (trois finales de BAA ayant eu lieu entre 1947 et 1949 et rétroactivement considérées comme championnats NBA, dont l'une a été remportée par les Lakers en 1949). Cette équipe est entraînée par John Kundla et compte dans ses rangs la première superstar de la NBA George Mikan ; ils gagnent trois autres titres en 1952, 1953 et 1954, devenant la première équipe à remporter trois titres consécutifs et cinq en six ans. Les Celtics commencent à devenir une grosse équipe emmenée par Bob Cousy en remportant les finales NBA 1957 et perdant celles de 1958, toutes les deux face aux Hawks de Saint-Louis.
La toute première série finale entre les deux équipes a lieu en 1959, lorsque les Celtics de Boston balayent les Lakers de Minneapolis sur le score sans appel de quatre victoires à zéro. C'est la première des treize séries finales disputées à ce jour qui se termine sur ce score et c'est le premier des huit titres consécutifs pour Boston.
Entre le 6 novembre 1957 et le 9 avril 1959, les Celtics enchaînent dans leur duel 20 matchs sans défaite (16 en saison régulière et 4 en finales 1959). Et jusqu'au 14 février 1961, ils enregistrent 38 succès pour seulement deux défaites (le 8 novembre 1959 à Minneapolis 136 à 115 et le 2 décembre 1960 à Boston 120 à 117).

### Années 1960: domination des Celtics

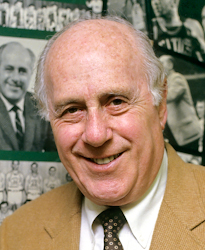
Red Auerbach seul entraîneur NBA avec 8 titres consécutifs.

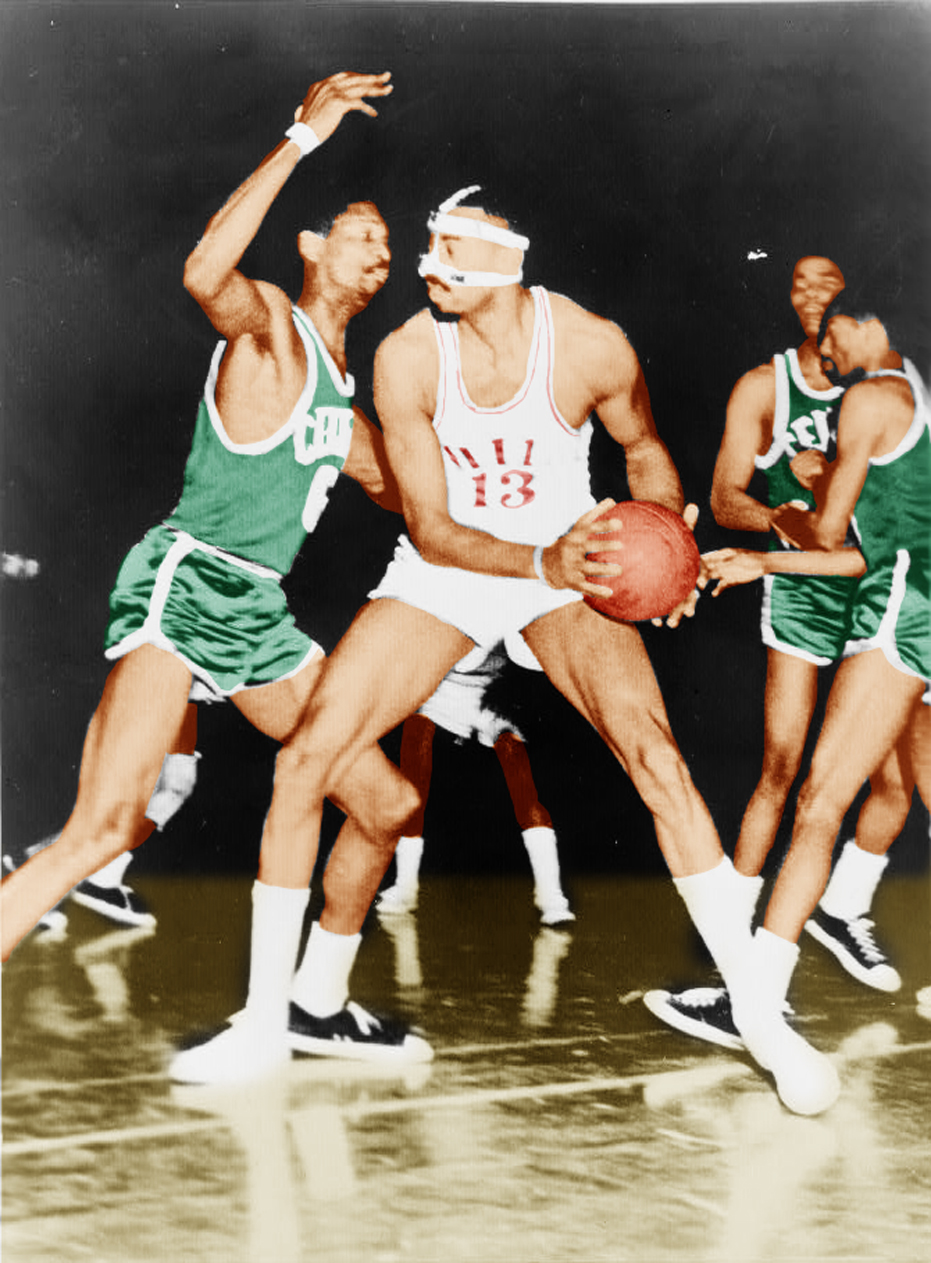
Bill Russell en défense face à Wilt Chamberlain.

Deux ans après le premier titre des Lakers, le propriétaire Bob Short choisit de déménager la franchise de Minneapolis à Los Angeles. Les Lakers de Minneapolis deviennent les Lakers de Los Angeles. L'équipe est emmenée par les deux stars Elgin Baylor et Jerry West. Les deux équipes deviennent les plus fortes de la NBA, avec des grands noms tels que Bill Russell, Tom Heinsohn, Sam Jones et l'entraîneur Red Auerbach pour les Celtics de Boston et Elgin Baylor, Jerry West, Gail Goodrich et l'entraîneur et manager général Fred Schaus pour les Lakers de Los Angeles. Malgré cela, la décennie est dominée par les Celtics, qui remportent les finales chaque année, sauf en 1967. Les Lakers sont l'adversaire des Celtics dans six de ces séries : 1962, 1963, 1965, 1966, 1968 et 1969, toutes remportées par les Celtics. Trois de ces séries (1962, 1966 et 1969) ont été remportées au terme des sept matchs. La victoire des Celtics sur les Lakers en 1966 établit un nombre record de huit championnats d'affilée, ce qui représente la plus longue série d'une équipe nord-américaine de sport professionnel.
Les Lakers acquièrent en 1968, en provenance des 76ers de Philadelphie, le grand rival de Bill Russell, Wilt Chamberlain, qui, après avoir été un symbole de la rivalité Celtics-76ers, devient celui de la rivalité Celtics-Lakers. Les Lakers affichent leur meilleur bilan en conférence Ouest lors de la saison 1968-1969. En revanche, l'équipe des Celtics vieillissante a lutté pour obtenir la quatrième place à l'Est, avec Russell et Jones jouant leurs dernières saisons. Malgré cela, les Celtics surprennent et éliminent les 76ers de Philadelphie et les Knicks de New York et atteignent les finales. Les Lakers ont l'avantage du terrain pour la première fois et remportent les deux premiers matchs, mais les Celtics rebondissent et gagnent un septième match d'anthologie au Forum de Los Angeles, devenant ainsi la première franchise à gagner le septième match à l'extérieur. Jerry West est nommé MVP des finales bien qu'il soit dans l'équipe perdante.
Durant cette décennie les Celtics remportent 51 victoires pour 34 défaites en saison régulière, ainsi que 24 victoires pour 14 défaites en finales.

### Années 1970: un duel à distance
Les Lakers et les Celtics ont été champions NBA dans les années 1970, mais il n'y a pas de revanche au sommet entre les deux équipes, seules les rencontres de saison régulières ont eu lieu entre les deux franchises avec un bilan de 22 victoires à 14 pour les Celtics.
Le début de la décennie voit les malheurs des Lakers dans les finales NBA se poursuivre, avec une défaite (pour la troisième année consécutive) contre les Knicks de New York en 1970. Cependant, les Lakers rebondissent deux ans plus tard pour gagner les Finales et leur premier championnat à Los Angeles, également contre les Knicks. C'est également le seul titre NBA de la star Jerry West. L'année suivante, les Lakers rencontrent de nouveau les Knicks et perdent la finale 1973.
Les Celtics remportent les finales de la NBA en 1974 face aux Bucks de Milwaukee et en 1976 face aux Suns de Phoenix, sous la direction de l'entraîneur Tom Heinsohn et les joueurs Dave Cowens, Paul Silas et Jo Jo White.

### Années 1980: Magic contre Bird
La rivalité Lakers-Celtics ressurgit dans les années 1980, en grande partie en raison de la rivalité personnelle entre Larry Bird et Magic Johnson. Johnson dit des matchs contre les Celtics, « Lorsque le nouvel horaire sort chaque année, je le regarde et fais le tour des rencontres contre Boston ». De même, Bird déclare que « la première chose que je fais chaque matin, je lis les comptes rendus de match pour voir ce que fait Magic. Je ne me soucie pas d'autre chose ».
Les années 1980 commencent par le Lakers Showtime qui remportent les finales 1980 contre les 76ers de Philadelphie. L'année suivante, emmenés par leur « Big Three » et futurs Hall of Famers, Larry Bird, Kevin McHale et Robert Parish, les Celtics gagnent en finales 1981 contre les Rockets de Houston.
Les Celtics perdent en 1982 lors des finales de Conférence Est face aux 76ers de Philadelphie et avec elles la possibilité d'une nouvelle rencontre avec les Lakers. Toutefois, le dernier match de cette série est mémorable dans cette rivalité parce que les fans de Boston ont chanté pour les 76ers, qui étaient sur le point d'éliminer leurs Celtics, à « battre L.A.! ». Malgré les encouragements, les 76ers ont perdu les Finales NBA 1982 face aux Lakers, dirigés par l'entraîneur Pat Riley. Toutefois, les 76ers ont vaincu les Lakers l'année suivante lors des finales NBA 1983. La saison 1982-1983 est également l'année de la recrue pour les Lakers de James Worthy, un autre Hall of Famer de la rivalité légendaire.
Les Celtics ont un nouvel entraîneur K.C. Jones, qui est aussi un ancien joueur des Celtics, et les deux équipes ont enfin leur très attendue revanche des finales NBA 1984, une épuisante série de sept matchs avec beaucoup de moments mémorables, y compris un 137 à 104 dans le troisième match qui est dirigé par Larry Bird et qui surnomme ses coéquipiers de « poules mouillées », la chaleur étouffante de la tristement célèbre non climatisée salle du Boston Garden. Cedric Maxwell est auteur d'une performance de 24 points dans le dernier match. Les Celtics l'emportent en sept matchs, portant ainsi leur record de victoires en finales contre les Lakers à 8-0.
L'année suivante, les Lakers ont enfin leur revanche en remportant les Finales NBA 1985 en gagnant le sixième match à Boston, devenant la seule équipe visiteuse à gagner un championnat NBA dans cette arène. Le propriétaire des Lakers Jerry Buss fait cette remarque célèbre « cette victoire a supprimé la peine la plus odieuse en langue anglaise. Il ne pourra plus jamais se dire que les Lakers n'ont jamais battu les Celtics ».
Les Celtics rebondissent l'année suivante pour gagner les Finales NBA 1986 contre les Rockets de Houston. Dans les Finales NBA 1987, les deux équipes se rencontrent à nouveau et les Lakers sortent à nouveau vainqueurs en six matchs, avec leur leader emblématique Magic Johnson. Cette série marque la fin d'une époque pour les Celtics. Ils n'ont pas atteint de nouvelles finales avant 2008. Les Lakers, quant à eux, ont remporté celles de 1988 face aux Pistons de Détroit, avant de perdre la revanche l'année suivante, en 1989.
Plusieurs journalistes ont émis l'hypothèse que si la rivalité Johnson-Bird est si attrayante c'est parce qu'elle représente beaucoup d'autres contrastes, comme l'affrontement entre les Lakers et les Celtics, entre le clinquant d'Hollywood (Lakers Showtime) et la réputation de contrées de cols bleus ou gris de Boston et de l'Indiana (Celtic Pride), et entre les Noirs et les Blancs. En 1984, Converse commercialise pour son « arme » une ligne de chaussures de basket-ball (approuvée à la fois par Bird et Johnson) qui reflète la dichotomie entre les deux joueurs. Sur le plan commercial, Bird s'exerce seul sur un terrain de basket en milieu rural alors que Johnson tire vers le panier depuis une élégante limousine et le défie pour un match en un-contre-un. En dépit de leur rivalité sur le parquet, ils deviennent amis après le tournage du spot commercial.
La rivalité est également importante pour la NBA, car elle ravive l'attention nationale sur une NBA à l'image vieillissante à la fin des années 1970. Avant l'arrivée de Johnson et Bird, la NBA a traversé une décennie de déclin de l'intérêt et des taux d'audiences télévisées faibles. Avec en scène deux futurs Hall of Famers, la Ligue obtient toute une génération de nouveaux fans. La rivalité entre Bird, Johnson et leurs équipes contribuent grandement à la réussite de la ligue au cours de la décennie, selon Bryant Gumbel : « Magic et Larry ont sauvé la NBA ». Le journaliste sportif Larry Schwartz d'ESPN affirme que Johnson et Bird ont sauvé la NBA de la faillite. Dans chaque série de finales NBA entre 1979 et 1989, soit les Lakers, soit les Celtics ou les deux sont présents et le succès est assuré.

### Années 1990
La rivalité Lakers-Celtics s'est temporairement atténuée dans les années 1990. Seuls les Lakers font une apparition dans les finales NBA durant cette décennie, en l'occurrence les finales de 1991 perdues face à Michael Jordan et aux Bulls de Chicago, qui remportent le premier championnat de la dynastie des Bulls. Cela se révèle être un moment décisif pour la NBA, un changement de la vieille garde fait que les Lakers et surtout les Celtics tombent dans la médiocrité, tandis que les Bulls remportent six titres avec Michael Jordan et l'entraîneur Phil Jackson, qui cimentent leurs réputations respectives comme plus grand joueur et plus grand entraîneur dans l'histoire de la NBA,,. Les deux équipes sont également confrontées à des revers sous la forme de malheurs personnels. Le 7 novembre 1991, Magic Johnson annonce qu'il a été testé positif pour le VIH et qu'il prend sa retraite immédiatement. La star des Celtics Reggie Lewis décède d'une crise cardiaque en 1993, seconde tragédie dans l'équipe après que le second choix de la draft Len Bias soit décédé d'une surdose de drogue quelques jours après la draft en 1986.
En 1994, ni les Lakers ni les Celtics ne sont qualifiés pour les séries éliminatoires, ce qui constitue la première et la seule fois à ce jour dans l'histoire de la NBA que les deux équipes ratent les séries éliminatoires la même saison. De plus les rencontres de saisons régulières se soldent par une égalité de neuf victoires pour chaque franchise.

### Années 2000

#### Reconstruction

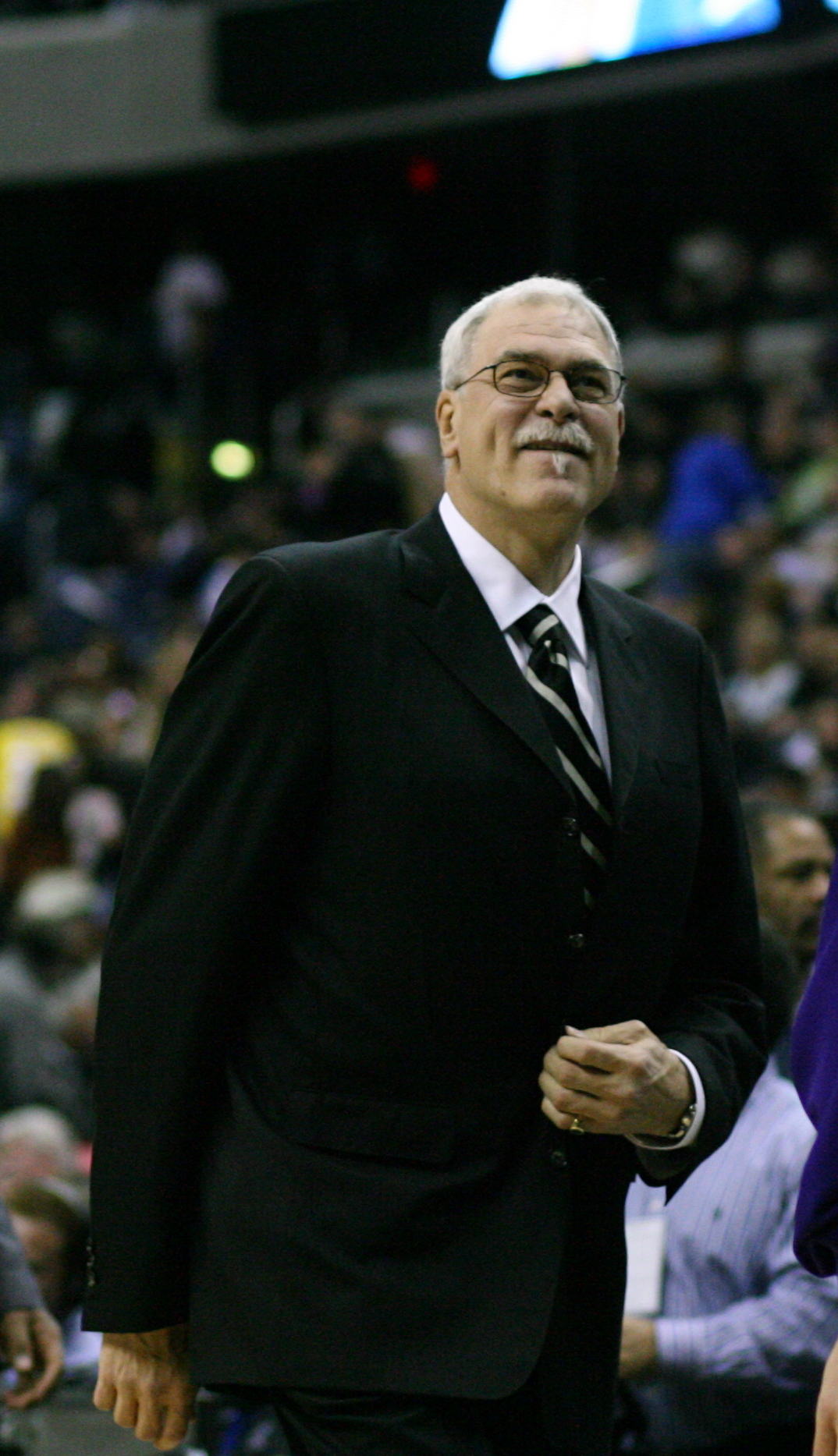
Phil Jackson en 2007, l'entraîneur le plus titré de NBA avec 11 titres

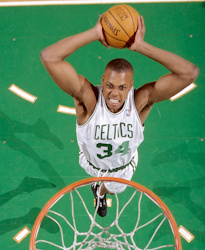
Paul Pierce, choisi 10e à la Draft 1998 de la NBA dans le cadre de la reconstruction des Celtics.

Les Lakers reviennent sur devant de la scène au début des années 2000. Sous la direction de Phil Jackson, et avec Shaquille O'Neal et Kobe Bryant en tête, les Lakers remportent trois championnats consécutifs en 2000, 2001 et 2002. Le titre des Lakers en 2000 est obtenu contre les Pacers de l'Indiana, coachés par la légende des Celtics Larry Bird.
Le 13 mars 2001 lors du match de saison régulière, le surnom de Paul Pierce, « The Truth » (« La Vérité », en français), est donné par Shaquille O'Neal après la victoire des Lakers 112 à 107, dans lequel Pierce marque 42 points avec 13 sur 19 aux tirs. O'Neal déclare « Mon nom est Shaquille O'Neal et Paul Pierce est la vérité. Citez-moi sur ce point et notez : je savais qu'il pouvait jouer, mais je ne savais pas qu'il pouvait jouer comme ça. Paul Pierce est La Vérité ». En 2002, les Celtics, avec Pierce et Antoine Walker, font une course impressionnante vers les finales. Mais les Celtics sont battus en six matchs par les Nets du New Jersey en finales de la Conférence Est.
Les Lakers participent aux Finales 2004 et sont défaits par les Pistons de Détroit malgré l'arrivée des stars Karl Malone et Gary Payton dans leur effectif. Par la suite, O'Neal est échangé vers le Heat de Miami contre Lamar Odom, Caron Butler, Brian Grant et un futur premier tour de draft. Sans O'Neal, les Lakers ratent les séries éliminatoires de la l'année suivante et sont battus au premier tour les deux saisons suivantes par les Suns de Phoenix,.
Les Celtics aussi font des progrès en séries éliminatoires et sont battus en finales de conférence en 2002. En 2004, ils embauchent l'entraîneur-chef Doc Rivers. Après avoir échangé un tour de draft et une compensation financière, les Celtics recrutent en 2006 le meneur Rajon Rondo. Mais, pour la seconde année consécutive, ils ne participent pas aux playoffs,. Le directeur sportif Danny Ainge et l'entraîneur Doc Rivers frappent alors ce qui sera un grand coup, en engageant pour la saison 2007-2008 Kevin Garnett en provenance des Timberwolves du Minnesota, Ray Allen des SuperSonics de Seattle et Eddie House des Nets du New Jersey pour épauler Paul Pierce, Rajon Rondo, Kendrick Perkins et Tony Allen,.

#### Nouvelle rivalité
Avec l'arrivée d'Allen aux côtés de Pierce et Garnett pour former le nouveau Big Three, les Celtics sont de retour au sommet de la NBA pour la saison 2007-2008 en affichant le meilleur bilan de la ligue et atteignent les finales. Les Lakers arrivent également en finales grâce à l'acquisition à mi-saison de l'Espagnol Pau Gasol, ce qui permet aux deux équipes de se rencontrer pour la onzième fois en finales NBA. Les Celtics remportent la série en six matchs avec notamment une impressionnante remontée dans le quatrième match (les Celtics sont menés 58 à 40 à la mi-temps pour finalement empocher la victoire 97 à 91) et une « explosion » des Lakers dans le sixième match (131 à 92). La saison suivante, les Lakers remportent un match de saison régulière contre les Celtics le jour de Noël, ce qui permet à Phil Jackson de devenir le premier entraîneur à remporter 1 000 matchs en 1 423 disputés. Les Lakers remportent l'édition 2009 face au Magic d'Orlando, qui a éliminé les Celtics en demi-finales de Conférence de l'Est. En 2009, les Lakers signent Ron Artest,.

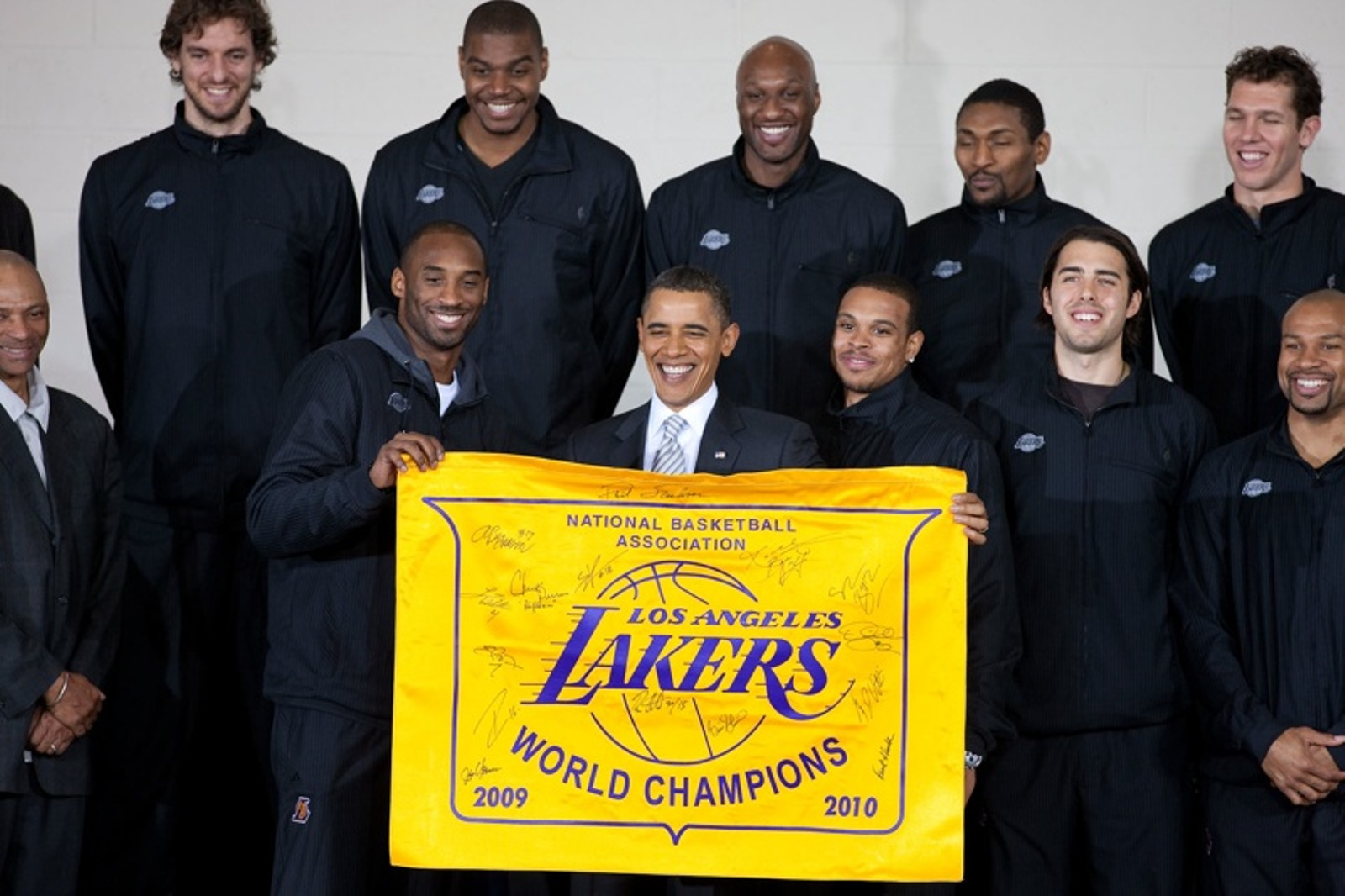
Les Lakers reçus par Barack Obama après leur victoire de 2010.

En avant-saison 2009-2010, Phil Jackson dit à Paul Pierce : « Nous voulons vous rencontrer en finales ». Les Lakers terminent la saison avec le meilleur bilan de l'Ouest, tandis que les Celtics entrent dans les séries éliminatoires comme tête de série numéro 4. L'idée d'une revanche germe pour les Lakers quand ils ont une avance de 2-0 sur les Suns de Phoenix en finales de la Conférence Ouest, aux cris de « Nous voulons Boston ! » dans le Staples Center comble. De même, les chants de « Battre L.A. ! » éclatent dans le TD Garden quand les Celtics prennent une avance de 3-0 sur le Magic d'Orlando dans les finales de Conférence Est. Les deux équipes remportent leurs séries respectives 4-2, pour une revanche dans les finales NBA 2010,.
La série 2010 comporte beaucoup de moments mémorables, comme les performances impressionnantes de Kobe Bryant qui est le meilleur marqueur pour six des sept matchs, le record en match de finales pour Ray Allen avec huit paniers à trois points dans le second match, Derek Fisher portant son équipe à la victoire puis en pleurs dans le troisième match, une performance dominante des Lakers dans le sixième match, et un septième match qui devient le match le mieux classé de la NBA depuis la deuxième retraite de Michael Jordan dans le sixième match des finales NBA 1998. Les Lakers remportent le septième match contre les Celtics pour la première fois, ce qui porte leur nombre total de championnats à seize, juste un de moins que les dix-sept des Celtics. Ce septième match a été regardé par 28,2 millions de téléspectateurs.

### Années 2010

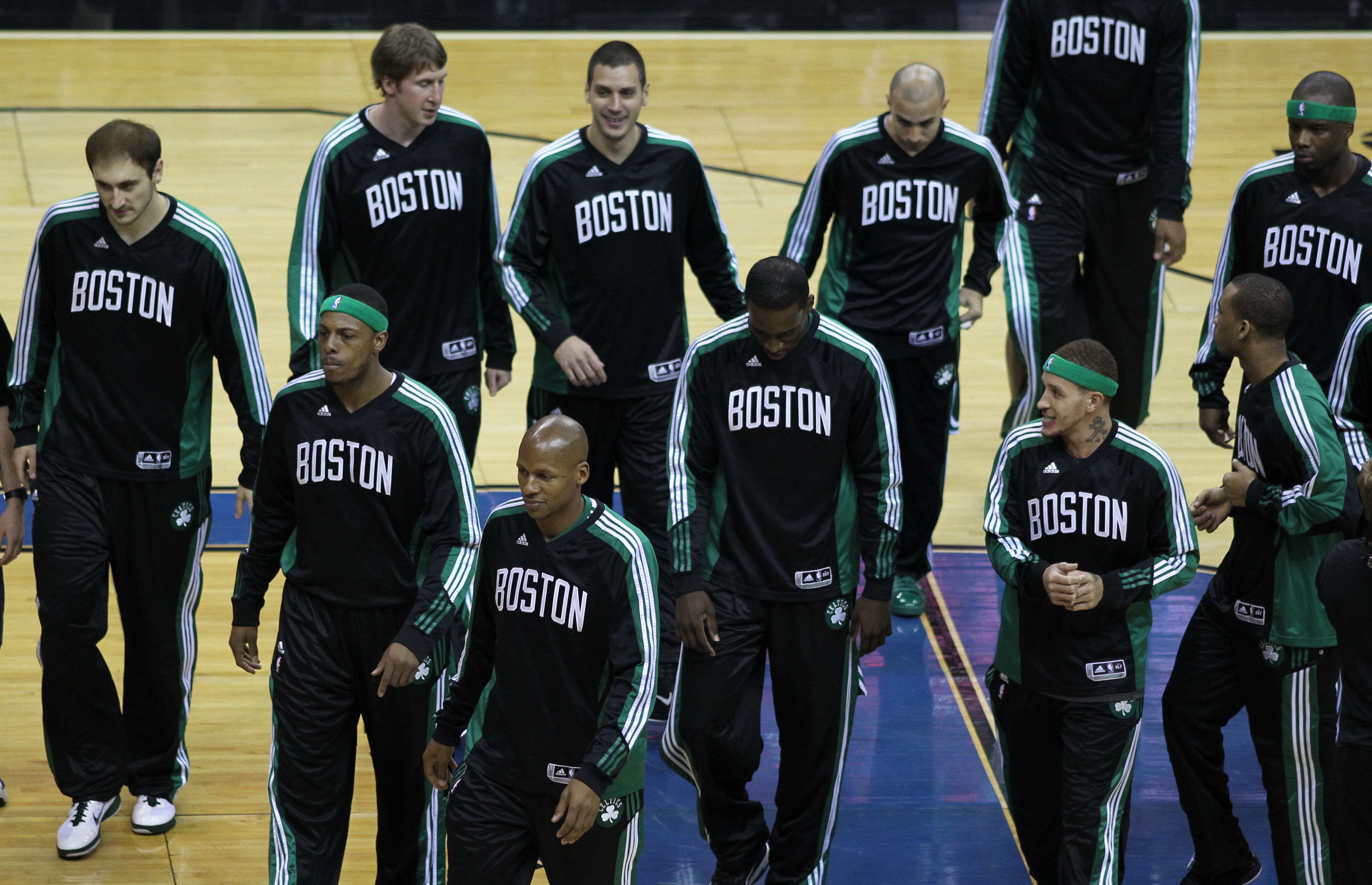
Les Celtics en avril 2011.

Les Celtics signent Shaquille O'Neal pour la saison 2010-2011 afin de remplacer Kendrick Perkins blessé, et rajoutent à la rivalité en apportant la querelle Shaq-Kobe pour les Celtics-Lakers,. Au cours du match contre les Lakers du 11 février 2011, Ray Allen devient le meilleur marqueur de tous les temps pour les paniers à trois points en NBA,. Les Lakers et les Celtics sont éliminés au deuxième tour des séries éliminatoires cette année-là par les deux futurs participants aux finales NBA 2011, les Mavericks de Dallas et le Heat de Miami. L'année suivante, ils sont à nouveau éliminés par les participants aux Finales NBA 2012, le Thunder d'Oklahoma City et le Heat de Miami. Avec la dissolution du Big Three de Boston, et les changements prévus aux Lakers, certains croient que la saison 2011-2012 est le dernier chapitre de la rivalité entre les Celtics et les Lakers pour la génération actuelle,.
En effet pour la 2012-2013 les deux équipes sont composées de stars vieillissantes. Les Lakers réalisent un cinq majeur de rêve pour les Angelinos (en ayant recruté pour chaque poste le meilleur de la ligue) : Steve Nash (cinquième joueur de l'histoire de la NBA à délivrer plus de 10 000 passes décisives en carrière et cinq fois meilleur passeur de la ligue) - Kobe Bryant (cinquième joueur de l'histoire de la NBA à marquer plus de 30 000 points en carrière et quatre fois meilleur marqueur de la ligue) - Metta World Peace (considéré comme un des meilleurs défenseurs et intercepteurs de la ligue) - Pau Gasol et Dwight Howard (quatre fois meilleur rebondeur et deux fois meilleur contreur de la ligue), mais avec une moyenne d'âge de 32 ans. Avant même le début de la saison, les Lakers se positionnent en candidat pour la succession du Heat de Miami pour le titre du championnat. Les Lakers sont la franchise ayant la plus grosse masse salariale de la ligue avec 100 166 250 dollars (dont 82 544 469 dollars pour le cinq majeur) pour un plafond salarial (salary cap en anglais) de 58 millions de dollars. Les Celtics, quant eux ont laissé partir Ray Allen chez le champion en titre, le Heat de Miami, et se retrouvent également une équipe vieillissante et une masse salariale de 71 918 029 dollars. Mais les résultats ne suivent pas. Ainsi, au 15 janvier 2013, si les Celtics après 37 matchs ont un bilan de 20 victoires pour 17 défaites (et sont actuellement septième de la conférence Est), les Lakers présentent un très mauvais bilan avec 16 victoires pour 21 défaites et une très décevante onzième place dans la conférence Ouest.

## Les finales Celtics-Lakers

### Finales de 1959
C'est la première série finale entre les Celtics et les Lakers et la seule à se dérouler lorsque les Lakers sont encore à Minneapolis. Minneapolis n'a plus fait d'apparition dans les finales depuis ses quatre victoires acquises au cours des cinq premiers championnats NBA entre 1950 et 1954, alors que Boston en est à sa troisième participation consécutive en finales après avoir remporté celles de 1957 et perdu celles de 1958.
Minneapolis, dirigé par la recrue Elgin Baylor, accède aux finales en battant le champion sortant les Hawks de Saint-Louis en finales de Division Ouest. Boston sort victorieux d'une rude série de sept matchs contre les Nationals de Syracuse. La star des Celtics Bob Cousy prédit que Boston va balayer Minneapolis. Cette prévision est correcte, Cousy menant son équipe avec 51 passes décisives au total (encore un record pour une série de quatre matchs) pour vaincre les Lakers de Minneapolis dans le premier sweep (4-0) jamais réalisé dans les finales NBA. Il s'agit du premier de la série record des Celtics de huit titres consécutifs.
Lors de ces finales les Celtics jouent avec six joueurs futurs membres du Hall of Fame : Bob Cousy, Bill Russell, Tom Heinsohn, Bill Sharman, Frank Ramsey et Sam Jones ainsi que l'entraîneur Red Auerbach. Quant aux Lakers ils en ont deux dans leurs rangs : Elgin Baylor et Vern Mikkelsen.
|                       | Match 1 | Match 2 | Match 3 | Match 4 | Score final |
| Celtics de Boston     | 118     | 128     | 122     | 118     | 4           |
| Lakers de Minneapolis | 115     | 108     | 110     | 113     | 0           |

Les scores en couleur représentent l'équipe à domicile. Le score du match en gras est le vainqueur du match.

### Finales de 1962
C'est la première série finale de la NBA entre les Lakers et les Celtics depuis le déménagement des Lakers à Los Angeles.
Boston gagne le premier match. Cependant, les Lakers égalisent en gagnant le second match à Boston et prennent l'avantage lors du troisième chez eux. Les Celtics égalisent en gagnant le quatrième match à Los Angeles. Dans le cinquième match, Elgin Baylor saisit 22 rebonds et établit un record NBA (toujours en vigueur) de 61 points lors d'un match des finales, permettant aux Lakers de prendre l'avantage trois matchs à deux. Les Celtics remportent le sixième match dont la conséquence est la première série en sept manches entre les deux franchises.
Dans ce fameux septième match, Frank Selvy des Lakers, réussit deux tirs en suspension dans les 40 dernières secondes pour égaliser, mais il rate le tir de la victoire, un échec qui, comme il le raconte en juin 2010 le hante encore plus de 40 ans plus tard. Le match se termine en prolongation, ce qui permet aux Celtics de remporter le match avec trois points d'avance,.
Lors de ces finales 1962, les Celtics jouent avec sept joueurs futurs membres du Hall of Fame : Bob Cousy, Bill Russell, Tom Heinsohn, Sam Jones, Frank Ramsey, K.C. Jones et Tom Sanders ainsi que l'entraîneur Red Auerbach. Quant aux Lakers ils en ont deux dans leur équipe : Elgin Baylor et Jerry West.
|                       | Match 1 | Match 2 | Match 3 | Match 4 | Match 5 | Match 6 | Match 7 | Score final |
| Celtics de Boston     | 122     | 122     | 115     | 115     | 121     | 119     | 110     | 4           |
| Lakers de Los Angeles | 108     | 129     | 117     | 103     | 126     | 105     | 107     | 3           |

Les scores en couleur représentent l'équipe à domicile. Le score du match en gras est le vainqueur du match.

### Finales de 1963
Les Lakers et les Celtics se retrouvent l'année suivante, en 1963. Les Celtics battent de nouveau les Lakers,.
Les Celtics gagnent les deux premiers matchs à domicile, mais les Lakers battent les Celtics avec un écart de 20 points dans le troisième. Bien que les Celtics gagnent le quatrième match (pour mener trois victoires à une, avant de recevoir au Boston Garden), les Lakers veulent gagner le cinquième match et ils spéculent sur la jeunesse des Lakers prévalant sur des Celtics vieillissants. Les Lakers l'emportent 126 à 119 et reviennent à 2 victoires à 3. Se rendant à Los Angeles pour un nouveau match décisif les Celtics l'emportent de trois points. Les Celtics qui avaient, la saison passée, égalé le nombre de titres des Lakers avec 5, deviennent la seule franchise la plus titrée avec 6 championnats. Les Celtics, depuis cette date, demeurent la franchise la plus titrée, au fil des titres acquis.
Cette série est également remarquable pour ses implications dans les futures diffusions NBA à la télévision. Lorsque la foule en colère se présente à Los Angeles pour acheter des billets des séries éliminatoires qui ne sont pas disponibles, les dirigeants des Lakers apaisent la foule en offrant une programmation télévisée en circuit fermé pour 2,50 $ par personne. « Nous savions que nous testions l'avenir de la télévision payante » a déclaré aux journalistes Lou Mosh, le directeur général des Lakers.
Pour cette revanche les mêmes Hall of Famers que l'année précédente sont présents.
|                       | Match 1 | Match 2 | Match 3 | Match 4 | Match 5 | Match 6 | Score final |
| Celtics de Boston     | 117     | 113     | 99      | 108     | 119     | 112     | 4           |
| Lakers de Los Angeles | 114     | 106     | 119     | 105     | 126     | 109     | 2           |

Les scores en couleur représentent l'équipe à domicile. Le score du match en gras est le vainqueur du match.

### Finales de 1965
Les Celtics en sont à leur neuvième participation aux finales NBA et se mesurent aux Lakers pour la quatrième fois. Le fondateur des Celtics Walter A. Brown est décédé au cours de la saison, et Red Auerbach mène l'équipe aux finales. Les Celtics battent les 76ers de Philadelphie pour participer aux finales, marquée par l'appel du speaker du Garden Johnny Most « Havlicek a volé le ballon! ».
Contrairement à leurs deux précédentes rencontres, les Celtics dominent les Lakers, qui jouent sans Elgin Baylor blessé. Les Celtics gagnent facilement la série lors du cinquième match avec une victoire 129 à 96 sur les Lakers. C'est la plus grande marge pour une victoire dans un match décisif des finales, qui ne sera dépassée qu'en 2008, lorsque les Celtics de Paul Pierce battront de nouveau les Lakers, lors du dernier match, par la marque de 131 à 92.
Lors de ces finales les Celtics jouent avec six joueurs (sur une équipe de douze) futurs membres du Hall of Fame : Bill Russell, Tom Heinsohn, Sam Jones, K.C. Jones, Tom Sanders et John Havlicek ainsi que l'entraîneur Red Auerbach ainsi que deux joueurs des Lakers : Jerry West et Elgin Baylor
|                       | Match 1 | Match 2 | Match 3 | Match 4 | Match 5 | Score final |
| Celtics de Boston     | 142     | 129     | 105     | 112     | 129     | 4           |
| Lakers de Los Angeles | 110     | 123     | 126     | 99      | 96      | 1           |

Les scores en couleur représentent l'équipe à domicile. Le score du match en gras est le vainqueur du match.

### Finales de 1966
Les Celtics de Boston gagnent le titre pour la huitième année consécutive, un exploit inégalé dans le sport professionnel nord-américain. Bien qu'ils aient terminé seconds de la division pour la première fois en une décennie, Boston revient en finales pour une dixième fois consécutivement.
Après la victoire en prolongation des Lakers de Los Angeles dans le premier match, Red Auerbach, annonce qu'il prendra sa retraite d'entraîneur après la fin de cette saison pour devenir manager général et qu'il choisit Bill Russell comme entraîneur des Celtics pour 1966-67 et au-delà. Bill Russell devient ainsi le premier Afro-Américain entraîneur dans la NBA. L'entraîneur des Lakers Fred Schaus fulmine contre Red Auerbach qui lui ôte tous les honneurs que les Lakers auraient reçu à la suite de cette victoire énorme.
Les Celtics remportent les trois matchs suivants et semblent prêts à battre Los Angeles en cinq matchs. Mais avec les efforts d'Elgin Baylor, Jerry West, Gail Goodrich, les Lakers remportent les deux matchs suivants, ouvrant la voie à un fameux septième match dans le Boston Garden. Les Celtics ont une avance importante, mais qui se réduit à 16 points au début du quatrième quart temps et est encore de dix points à une minute et demie de la fin. Les Lakers attaquent à outrance dans les derniers instants et réduisent encore l'écart, Les Celtics résistent et gagnent de deux points 95 à 93 et gagnent le titre NBA permettant à Red Auerbach de partir en champion
Lors de ces finales les Celtics jouent avec six joueurs futurs membres du Hall of Fame : Bill Russell, Sam Jones, K.C. Jones, Tom Sanders, John Havlicek et Don Nelson ainsi que l'entraîneur Red Auerbach ainsi que deux joueurs des Lakers : Jerry West et Elgin Baylor.
|                       | Match 1 | Match 2 | Match 3 | Match 4 | Match 5 | Match 6 | Match 7 | Score final |
| Celtics de Boston     | 129     | 129     | 120     | 122     | 117     | 115     | 95      | 4           |
| Lakers de Los Angeles | 133     | 109     | 106     | 117     | 121     | 123     | 93      | 3           |

Les scores en couleur représentent l'équipe à domicile. Le score du match en gras est le vainqueur du match.

### Finales de 1968
Après avoir tous deux manqué les Finales 1967, les Celtics et les Lakers se rencontrent à nouveau en 1968. La série de Boston de 13 finales consécutives a en effet été interrompue en 1967 par les 76ers de Philadelphie. Les Finales de Division de l'Est 1968, revanche entre les Celtics et les 76ers, sont marquées par l'assassinat récent de Martin Luther King, mais la décision est prise de ne pas retarder la série malgré quelques tergiversations,.
Les Lakers, dirigés par le nouvel entraîneur Butch van Breda Kolff, pensent remporter la série en estimant que Bill Russell serait plus facile à vaincre que les Sixers de Wilt Chamberlain (Chamberlain qui va devenir un Laker la saison suivante). Les Celtics remportent le premier match et les deux équipes alternent ensuite les victoires pour se retrouver à deux victoires partout. Le cinquième match est marqué par un impressionnant retour des Lakers, leur permettant de disputer la prolongation, mais les Celtics gagnent finalement ce match 120 à 117. Dans le sixième match, les Celtics, à Los Angeles, jouent de façon convaincante et remportent la victoire 124 à 109
Lors de ces finales les Celtics jouent avec quatre joueurs futurs membres du Hall of Fame : Sam Jones, Tom Sanders, John Havlicek et Don Nelson ainsi que l'entraîneur-joueur Bill Russell contre trois joueurs des Lakers : Jerry West, Elgin Baylor et Gail Goodrich.
|                       | Match 1 | Match 2 | Match 3 | Match 4 | Match 5 | Match 6 | Score final |
| Celtics de Boston     | 107     | 113     | 127     | 105     | 120     | 124     | 4           |
| Lakers de Los Angeles | 101     | 123     | 119     | 118     | 117     | 109     | 2           |

Les scores en couleur représentent l'équipe à domicile. Le score du match en gras est le vainqueur du match.

### Finales de 1969
Avec Bill Russell et Sam Jones disputant leur dernière saison, et en proie à des blessures, les Celtics ont du mal à accéder aux playoffs NBA. Après avoir balayé les 76ers de Philadelphie au premier tour et battu les Knicks de New York une nouvelle fois en finales de conférence, les Celtics vont défier les puissants Lakers de Los Angeles avec leur trio Jerry West, Elgin Baylor et Wilt Chamberlain nouvellement acquis.
Après avoir perdu les deux premiers matchs au Forum d'Inglewood à Los Angeles, personne ne pense que Boston puisse ne serait-ce que remporter une victoire. Cependant, les Celtics gagnent le troisième match et Sam Jones marque au buzzer du quatrième match pour égaliser à deux matchs partout dans la série. L'équipe hôte remporte les matchs 5 et 6 pour disputer un septième match d'anthologie. Avant le début du match, le propriétaire des Lakers, Jack Kent Cooke, pose des flyers sur tous les sièges indiquant « When, not if, the Lakers win the title, balloons will be released from the raftors, the USC marching band will play Happy Days Are Here Again » (« Si les Lakers remportent le titre, des ballons seront lâchés et la fanfare de l'USC jouera Happy Days Are Here Again »).
Boston, qui n'a pas gagné un match au Forum de toute la saison, joue dur en première mi-temps, avec un score de 59-56. Boston domine le troisième quart-temps pour mener 91 à 76. Au début du dernier quart temps Wilt Chamberlain se blesse et est remplacé par Mel Counts. Les Celtics, cependant, commencent à ressentir leur âge avec la fatigue et le match plein de Jerry West. Malgré de nombreuses occasions, les Lakers ne peuvent revenir. Pendant ce temps, une autre bataille a lieu en dehors du terrain entre Jack Kent Cooke et l'entraîneur des Lakers Butch Van Breda Kolff. Chamberlain demande à Breda Kolff de le faire rejouer, mais il refuse. Cooke descend pour ordonner personnellement à l'entraîneur de refaire jouer Wilt, mais en vain. les Celtics tiennent bon et triomphent 108 à 106
La première distinction de MVP des Finales est décernée à Jerry West, bien qu'il soit dans l'équipe perdante (à ce jour c'est la seule fois où cela s'est produit). Malgré cela, West est inconsolable. Dans une démonstration de fair-play, Bill Russell tient la main de West et John Havlicek dit : « Je t'aime, Jerry ! ».
Lors de ces finales, les Celtics jouent avec quatre futurs membres du Hall of Fame : Sam Jones, Tom Sanders, John Havlicek et Don Nelson ainsi que l'entraîneur-joueur Bill Russell ainsi que trois joueurs des Lakers : Jerry West, Elgin Baylor et Wilt Chamberlain
|                       | Match 1 | Match 2 | Match 3 | Match 4 | Match 5 | Match 6 | Match 7 | Score final |
| Celtics de Boston     | 118     | 112     | 111     | 89      | 104     | 99      | 108     | 4           |
| Lakers de Los Angeles | 120     | 118     | 105     | 88      | 117     | 90      | 106     | 3           |

Les scores en couleur représentent l'équipe à domicile. Le score du match en gras est le vainqueur du match.

### Finales de 1984

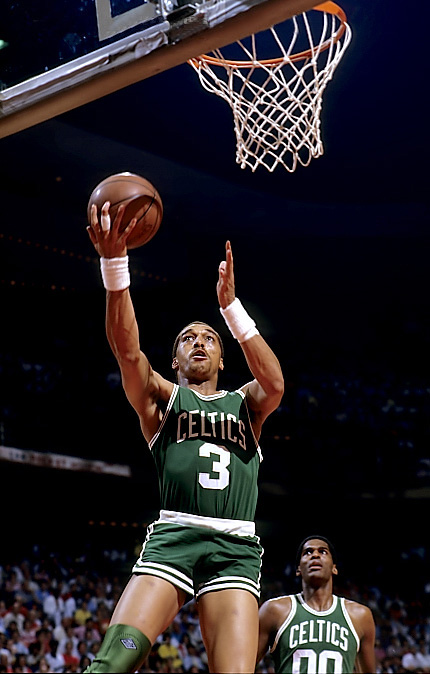
Dennis Johnson

Avec un bilan de 62 victoires pour 20 défaites, les Celtics ont l'avantage du terrain sur les Lakers, qui terminent la saison régulière avec seulement 54 victoires pour 28 défaites. Les Celtics battent les Lakers quatre victoires à trois.
Les Lakers ouvrent la série avec une victoire 115 à 109 au Garden de Boston. Dans le second match, les Lakers mènent 113-111 avec 18 secondes à jouer lorsque Gerald Henderson dérobe le ballon à James Worthy, les Celtics égalisent et l'emportent en prolongation 124 à 121. Dans le troisième match, les Lakers font la course en tête pour une facile victoire 137 à 104 avec 21 passes de Magic Johnson qui réalise un triple-double (avec en plus 14 points et 11 rebonds). Après le match, Larry Bird déclare que son équipe a joué comme des « poules mouillées ». Dans le quatrième match, les Lakers ont une avance de cinq points avec moins d'une minute à jouer, mais ils commettent plusieurs erreurs permettant aux Celtics d'égaliser, puis de finir avec une victoire 129 à 125 en prolongation. Dans le cinquième match, les Celtics gagnent et prennent l'avantage dans la série 3 victoires à 2 avec 34 points de Larry Bird. Ce match est connu comme le « match de la chaleur », car il est joué sous une température de 36 °C sans air conditionné dans « l'infâme » Boston Garden. Au cours du sixième match, les Lakers égalisent, à domicile, dans la série avec une victoire 119 à 108. Pour le septième match, les Celtics et leur capitaine Cedric Maxwell (24 points, huit rebonds et huit passes) mènent toute la rencontre après un premier quart-temps équilibré (30-30) puis 58-52 à la mi-temps, 91-78 à la fin du troisième quart-temps pour finir par l'emporter 111 à 102. Si les Lakers sont plus adroits aux tirs (avec 41/84 soit 48,8 % contre 34/86 soit 39,5 %) les Celtics dominent aux lancers francs (43/51 soit 84,3 % contre 18/28 soit 64,3 %) avec en particulier Dennis Johnson (12/12) et Larry Bird (8/8) qui ont un taux de réussite de 100 %, auxquels s'ajoute Cedric Maxwell avec 14/17. Larry Bird a été nommé Meilleur joueur des finales
Cette série finale voit s'affronter sur le plancher neuf joueurs qui seront intronisés au Basketball Hall of Fame : Larry Bird, Kevin McHale, Bob McAdoo, Robert Parish, Dennis Johnson pour les Celtics et Kareem Abdul-Jabbar, Magic Johnson, Jamaal Wilkes, James Worthy pour les Lakers ainsi que les deux entraîneurs K.C. Jones (intronisé comme joueur) des Celtics et Pat Riley des Lakers. Deux autres Hall of Famers des Celtics sont présents : Red Auerbach, président des Celtics et Tom Heinsohn qui commente les matchs à Boston pour CBS Sports. Cette série et les finales 1985 (qui sera la revanche de cette année) sont les seules à réunir douze joueurs intronisés au Basketball Hall of Fame
|                       | Match 1 | Match 2  | Match 3 | Match 4  | Match 5 | Match 6 | Match 7 | Score final |
| Celtics de Boston     | 109     | 124 (ap) | 104     | 129 (ap) | 121     | 108     | 111     | 4           |
| Lakers de Los Angeles | 115     | 121      | 137     | 125      | 103     | 119     | 102     | 3           |

Les scores en couleur représentent l'équipe à domicile. Le score du match en gras est le vainqueur du match.

### Finales de 1985

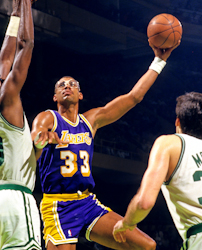
Kareem Abdul-Jabbar opposé à Robert Parish et Kevin McHale lors des finales 1985.

Les Celtics, qui cherchent à conserver leur titre de champion NBA, ont l'avantage du terrain pour la deuxième année consécutive, ayant terminé la saison régulière avec un bilan de 63 victoires pour 19 défaites tandis que les Lakers en ont une de moins (62-20). Pour la première fois, les finales se jouent sous le format 2-3-2 avec les matchs 1 et 2 à Boston, tandis que les trois matchs suivants sont à Los Angeles.
Les Lakers battent les Celtics quatre victoires à deux. Le match 1 est maintenant connu sous le nom de « Massacre du Memorial Day » vu l'ampleur de la victoire des Celtics 148 à 114. Le joueur de réserve Scott Wedman réalise un 11 sur 11 aux tirs, dont 4 sur 4 à trois points, soit un total de 26 points. Kevin McHale marque également 26 points. Les Lakers réagissent en gagnant le second match à Boston 109 à 102 avec Kareem Abdul-Jabbar qui réalise 30 points, 17 rebonds, huit passes décisives et trois contres. Michael Cooper en marque 22 avec une réussite de 8 sur 9. Dans le troisième match, à Los Angeles, les Celtics ont une avance de dix points (48-38) au milieu du second quart-temps, avant que les Lakers, emmenés par James Worthy, ne prennent l'avantage pour mener 65-59 à la mi-temps, puis augmentent leur avance dans la seconde mi-temps pour l'emporter 136 à 111. Worthy marque 29 points, tandis qu'Abdul-Jabbar marque 26 points et prend 14 rebonds. Les Celtics égalisent dans la série en remportant le quatrième match 107 à 105 grâce à un panier de Dennis Johnson. Dans le cinquième match, les Lakers font la course en tête 64-51 puis 89-72 avant de voir les Celtics ramener leur retard à 101-97 à six minutes de la fin. Cependant Magic Johnson réussit trois tirs alors qu'Abdul-Jabbar en ajoute quatre autres, et les Lakers remportent la victoire 120 à 111 pour prendre les devants dans la série 3-2. Abdul-Jabbar conduit les Lakers avec 36 points. La série se déplace à Boston avec un seul jour de repos complet pour les deux équipes. Dans le sixième match, les Lakers sont menés par Abdul-Jabbar, qui marque 29 points lors de la défaite des Celtics 111 à 100. Magic Johnson marque 15 points, 14 passes et 10 rebonds ; Worthy 28 points (avec 11 sur 15 aux tirs). C'est la seule fois où l'équipe visiteuse remporte un championnat de la NBA à Boston. Kareem Abdul-Jabbar est nommé Meilleur joueur des finales faisant de lui le joueur le plus âgé (38 ans, 1 mois, 24 jours) à remporter le titre de MVP des finales. Après huit finales perdues consécutivement face aux Celtics, les Lakers l'emportent enfin.
|                       | Match 1 | Match 2 | Match 3 | Match 4 | Match 5 | Match 6 | Score final |
| Celtics de Boston     | 148     | 102     | 111     | 107     | 111     | 100     | 2           |
| Lakers de Los Angeles | 114     | 109     | 136     | 105     | 120     | 111     | 4           |

Les scores en couleur représentent l'équipe à domicile. Le score du match en gras est le vainqueur du match.

### Finales de 1987

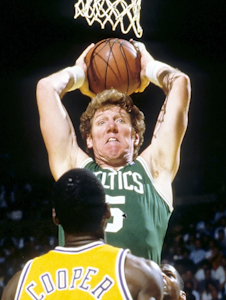
Bill Walton face à Michael Cooper lors des finales à Los Angeles

Après avoir été éliminés en finales de la Conférence Ouest un an plus tôt, les Lakers reviennent en finales NBA avec l'avantage du terrain avec un bilan de 65 victoires pour 17 défaites, tandis que les Celtics n'ont que 59 victoires pour 23 défaites.
Les Lakers de Los Angeles battent les Celtics quatre victoires à deux. Dans le premier match, les Lakers de Los Angeles gagnent 126 à 113. Magic Johnson marque 29 points, donne 13 passes et prend 8 rebonds, tandis que James Worthy marque 33 points, donne 10 passes et prend 9 rebonds. Le second match est largement dominé par les Lakers 141 à 122. Magic marque 22 points et donne 20 passes. Dans le troisième match, les Celtics remportent la victoire 109 à 103, bien emmenés par Larry Bird, qui marque 30 points et prend 12 rebonds. Lors du quatrième match, les Celtics ont une avance de 16 points au milieu du troisième quart-temps, avant que les Lakers ne reviennent à 85-78 à la fin de celui-ci. Bird marque à trois points avec 12 secondes restant à jouer et les Celtics mènent 106-105, mais à deux secondes de la fin, Magic Johnson marque et donne l'avantage aux Lakers 107 à 106, puis Larry Bird manque le panier au buzzer, ce qui permet à Los Angeles de mener trois victoires à une dans cette série. Dans le cinquième match, les Celtics empêchent les Lakers de remporter le titre au Garden de Boston grâce à une victoire 123 à 108. L'arrière de Boston Danny Ainge réussit 5 sur 6 pour les paniers à trois points. Dans le sixième match, les Celtics mènent 56-51 à la mi-temps, mais grâce à un 18-2 au début du troisième quart-temps, qui s'achève par un score de 30-12 les Lakers abordent le dernier quart-temps avec une avance de 13 points (81-68). Un quatrième quart-temps équilibré (25-25) leur permet de gagner 106 à 93 et de remporter leur quatrième championnat de la décennie Magic Johnson est nommé à l'unanimité Meilleur joueur des finales avec une moyenne de 26,2 points, 13,0 passes décisives, 8,0 rebonds et 2,3 interceptions et il est le leader des Lakers dans ces quatre catégories.
|                       | Match 1 | Match 2 | Match 3 | Match 4 | Match 5 | Match 6 | Score final |
| Celtics de Boston     | 113     | 122     | 109     | 106     | 123     | 93      | 2           |
| Lakers de Los Angeles | 126     | 141     | 103     | 107     | 108     | 106     | 4           |

Les scores en couleur représentent l'équipe à domicile. Le score du match en gras est le vainqueur du match.

### Finales de 2008

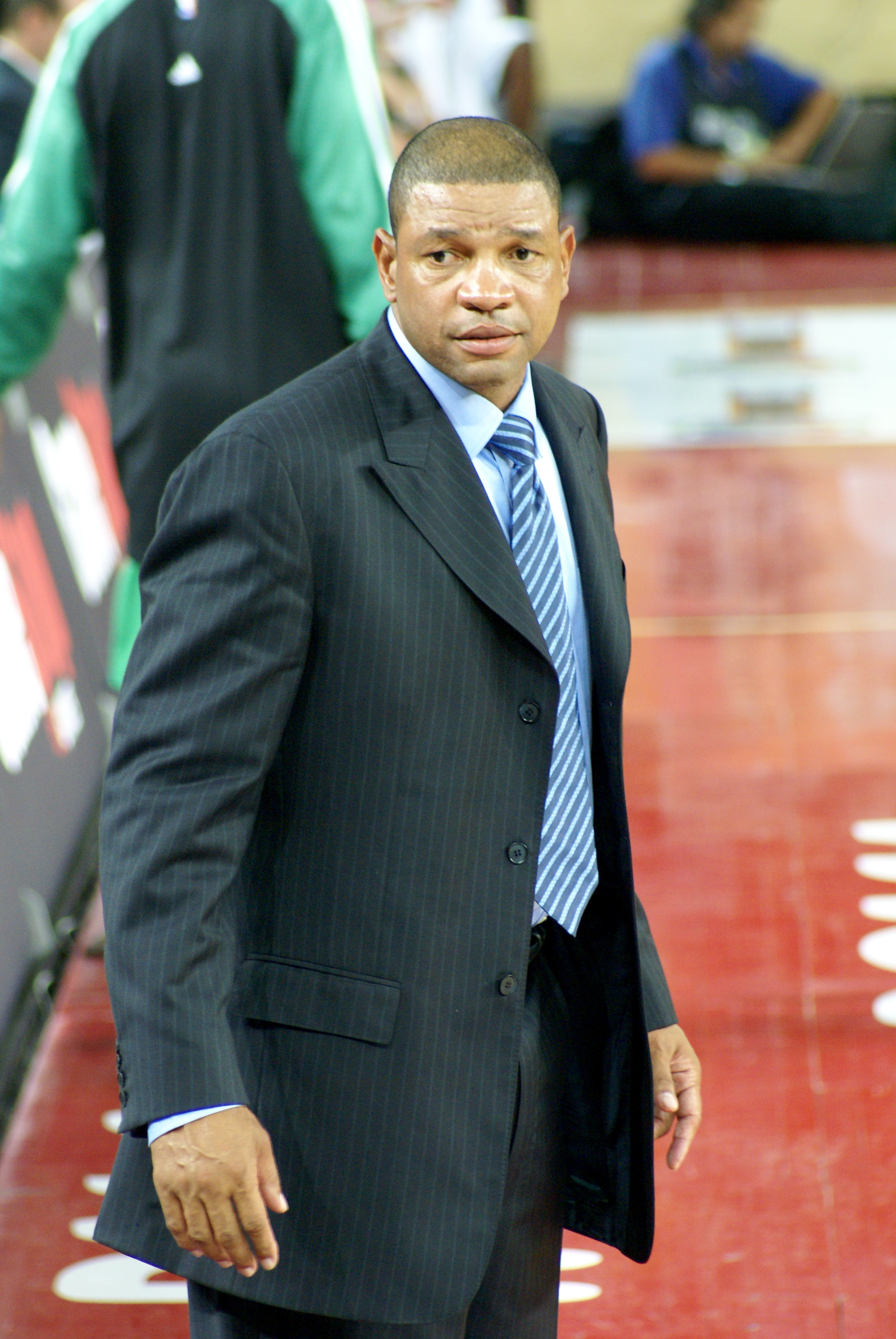
Les Celtics au terme de 26 matchs gagnent leur, sous la direction de leur entraîneur Doc Rivers, joueur des Knicks de New York 1993-94, détenteur du précédent record de match de playoffs avec 25 matchs pour une équipe perdante.

C'est la première fois que les Celtics sont qualifiés depuis les Finales 1987, alors que la dernière apparition des Lakers à ce stade remonte à 2004.
Les Celtics ont l'avantage du terrain avec un bilan de 66 victoires pour 16 défaites, meilleur que celui de Los Angeles (57-25). Les Celtics remportent les deux premiers matchs au TD Garden. Au cours du premier match, la star Paul Pierce quitte le terrain sur blessure, mais plus tard, il revient sous les applaudissements. Les Lakers remportent le troisième match. Ils contrôlent le quatrième, ayant jusqu'à 24 points d'avance au milieu du troisième quart-temps avant une remontée des Celtics ponctuée par un 21-3 et terminant à seulement deux points (73-71) de ce troisième quart-temps. Avec 4 minutes et 7 secondes restant dans le quatrième quart-temps, les Celtics prennent pour la première fois l'avantage quand Eddie House met un panier des 6 mètres. Avec Eddie House, les Celtics tiennent bon. Cette victoire des Celtics dans le match 4 est le plus grand come-back dans un match de finales NBA depuis 1971.

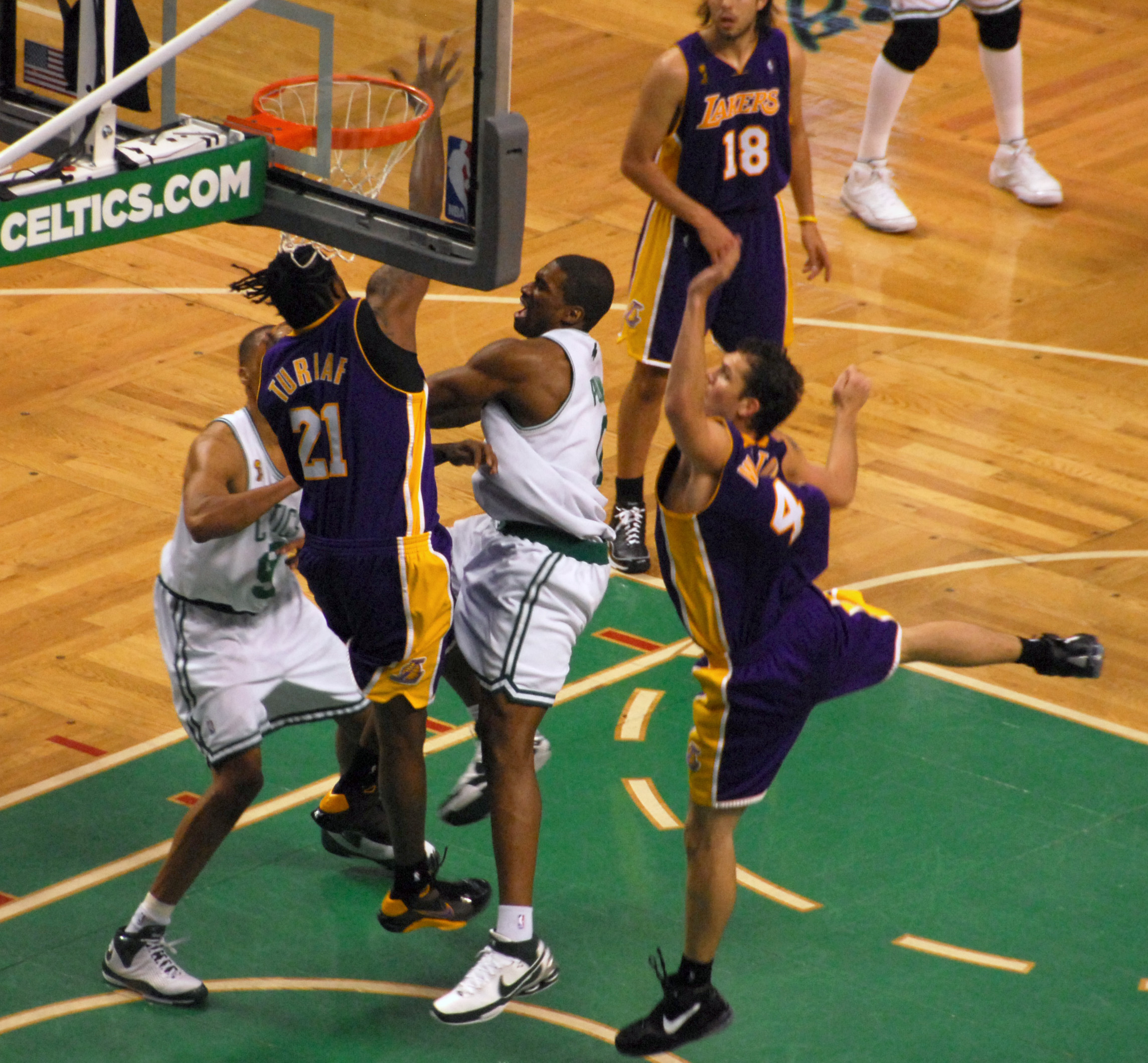
Le meneur Leon Powe réalise une performance mémorable dans le match 2.

Les Lakers gagnent le cinquième match, indispensable pour rester en course pour le titre. Ils mènent 101 à 98 quand Kobe Bryant vole le ballon en possession de Pierce et marque pour sceller la victoire de son équipe 103 à 98 et permettre aux Lakers de revenir à 3 matchs à 2 avant de se rendre au TD Garden. Les Celtics clôturent la série dans le sixième match avec une victoire 131 à 92. Cette marge de 39 points est la plus importante jamais enregistrée dans le dernier match d'une série finale, battant l'ancien record de 33 points vieux de 33 ans, également établi par les Celtics sur les Lakers dans le cinquième match des finales NBA 1965, 129 à 96. Paul Pierce est nommé Meilleur joueur des finales.
C'est le 17e championnat remporté par les Celtics, leur premier depuis 1986, augmentant leur record des championnats NBA remportés par une seule équipe. Leur victoire dans le sixième match est aussi un sentiment de soulagement. Ils établissent un nouveau un record du nombre de matchs éliminatoires joués en une saison avec 26, battant le précédent record de 25, établi à la fois en 1994 par les Knicks de New York, dont l'entraîneur des Celtics Doc Rivers était le meneur de cette équipe, mais il ne joua pas les playoffs, étant blessé et en 2005 par les Pistons de Détroit. Cependant les deux franchises ont perdu leurs finales respectives en sept matchs (Knicks en 1994, Pistons en 2005),. Cependant, pour les Knicks de 1994, le premier tour ne se jouait qu'au meilleur des cinq matchs. Les Celtics établissent aussi le record NBA du nombre de matchs éliminatoires nécessaires pour gagner un championnat, avec 26, surpassant le précédent record de 24 détenu par les Lakers en 1988 (en revanche, en 1994 les Knicks de New York et en 2005 les Pistons de Détroit ont perdu le titre après avoir disputés 25 matchs).
|                       | Match 1 | Match 2 | Match 3 | Match 4 | Match 5 | Match 6 | Score final |
| Celtics de Boston     | 98      | 108     | 81      | 97      | 98      | 131     | 4           |
| Lakers de Los Angeles | 88      | 102     | 87      | 91      | 103     | 92      | 2           |

Les scores en couleur représentent l'équipe à domicile. Le score du match en gras est le vainqueur du match.

### Finales de 2010

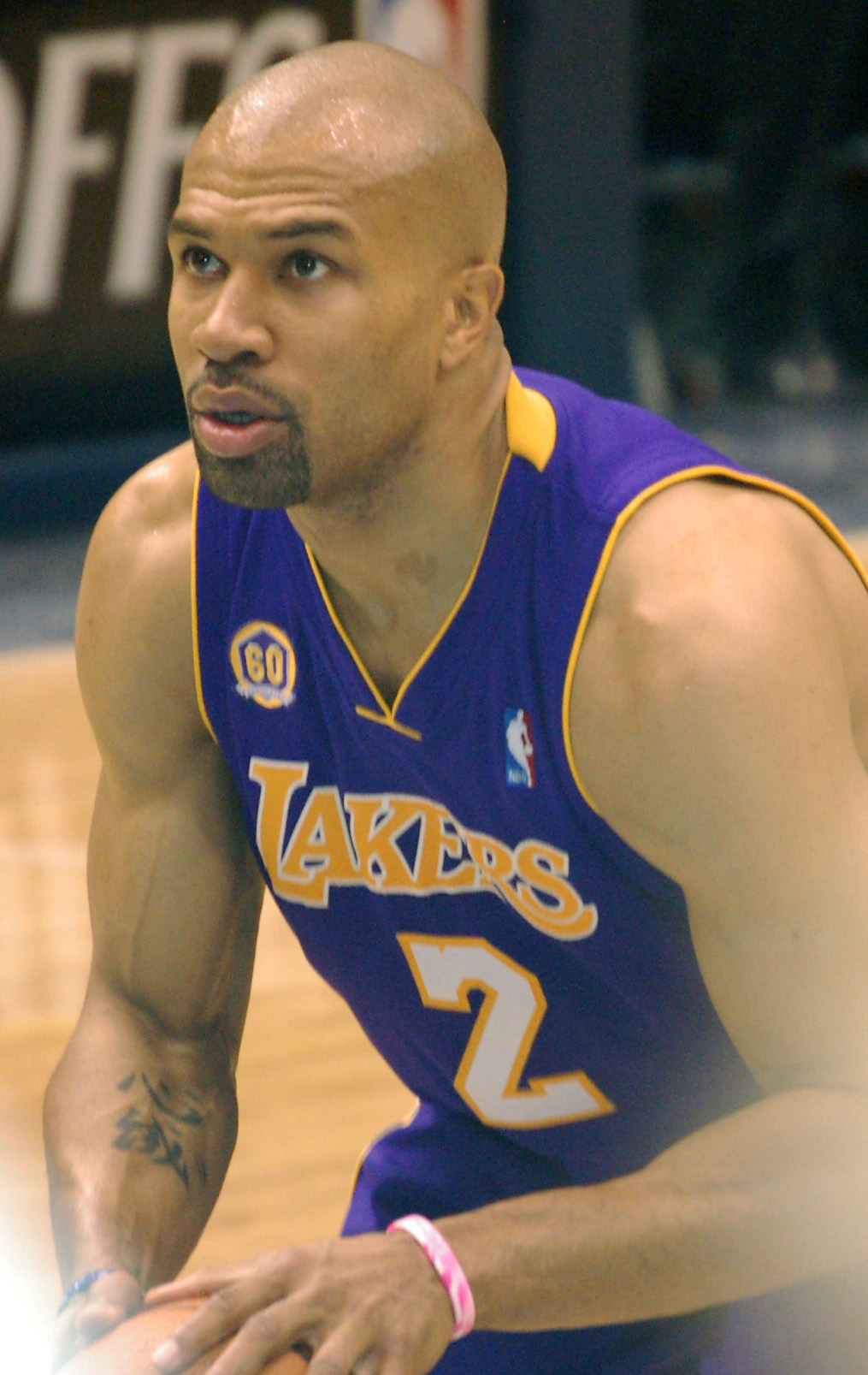
Derek Fisher marque 11 de ses 16 points dans le quatrième quart-temps donnant la victoire aux Lakers dans le match 3.

Il s'agit de la troisième année consécutive où les Lakers sont qualifiés pour les finales NBA. Depuis leur confrontation de 2008, les effectifs des deux équipes sont presque les mêmes. Les Lakers sont les champions en titre après avoir battu le Magic d'Orlando quatre matchs à un lors des finales NBA 2009.
Ce sont les premières finales NBA à se jouer en sept matchs depuis 2005, et seulement les quatrièmes depuis le nouveau format 2-3-2 des matchs de finales adopté en 1985.
Les Lakers remportent le premier match 102 à 89, avec Kobe Bryant qui inscrit 30 points. Cependant, Ray Allen répond dans le second match en marquant 32 points tout en établissant un record de huit paniers à 3 points, ce qui conduit les Celtics à la victoire.
Boston reçoit pour le troisième match, où les Lakers prennent l'avantage 2 à 1 dans la série, à nouveau menés par Bryant mais avec un fort soutien de Derek Fisher. Le quatrième match se révèle être un match serré et âprement disputé, avec les Lakers menant 35 à 32 à la mi-temps puis 62 à 60 à la fin du troisième quart-temps. Mais le banc de Boston se révèle être un facteur décisif, dominant les Lakers 13-2 au milieu du quatrième quart-temps en trois minutes (passant de 62-64 à 75-66). Un moment mémorable de ce match est Glen Davis criant si fort après un panier qu'il en bave, tandis que Nate Robinson se roule par terre sur le dos. Les Celtics remportent le match 96 à 89 et égalisent dans la série à deux matchs partout.

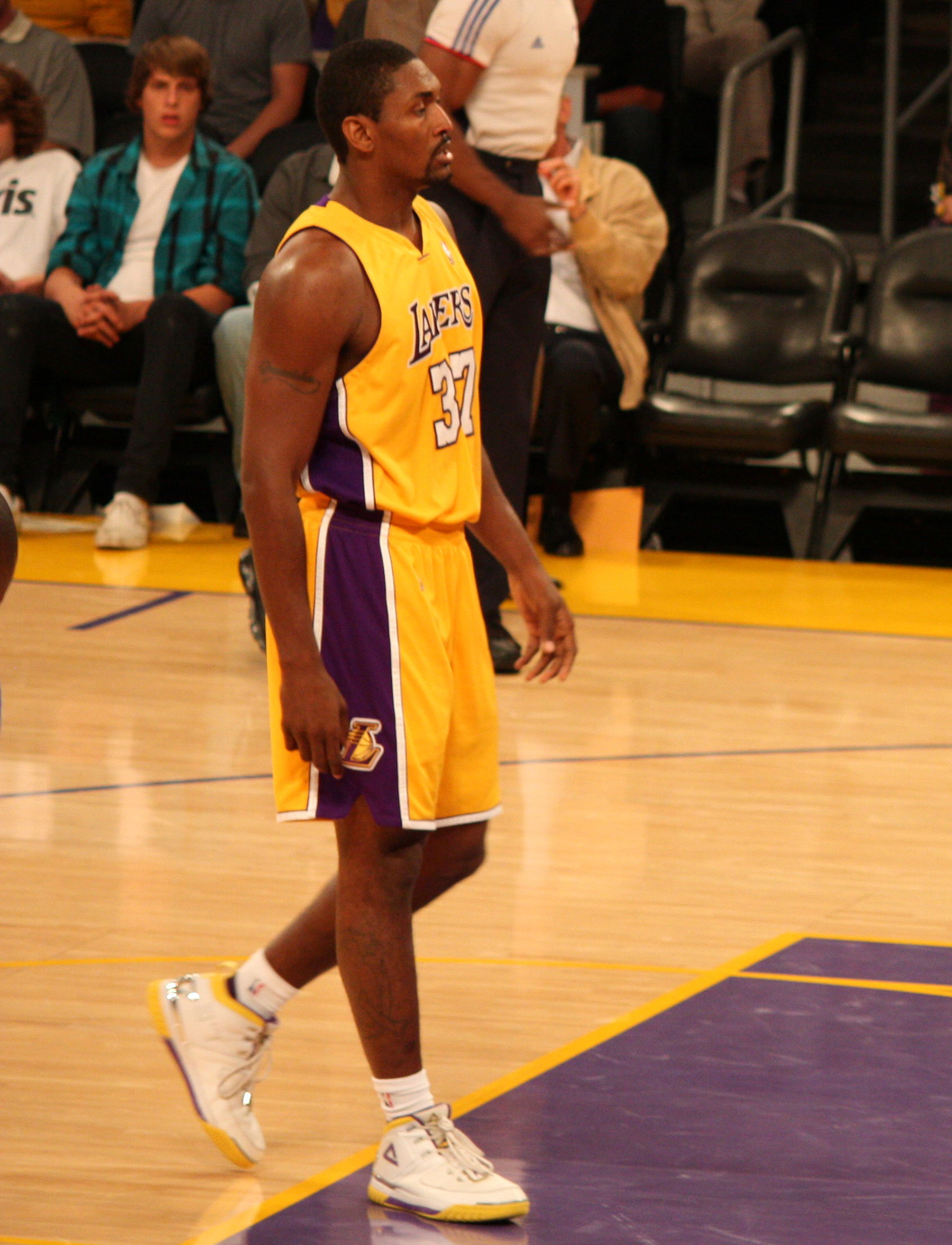
Ron Artest marquant un panier à trois points décisif dans le dernier quart-temps du match 7.

Malgré une impressionnante performance de Bryant avec 38 points dans le cinquième match, les Celtics le gagnent 92 à 86 et prennent l'avantage 3 à 2 avant de rendre à Los Angeles. Toutefois, les Lakers construisent une avance énorme dans le match 6, avec un pic à 27 points (78-51 à la suite de deux lancers francs de Pau Gasol à 11 minutes 18 de la fin du match). Les Lakers gagnent le match 89 à 67 et s'apprêtent à recevoir pour le fameux septième match. Mais au cours de ce sixième match Kendrick Perkins de Boston et Andrew Bynum de Los Angeles se blessent. Perkins est exclu en raison de sa blessure, alors que Bynum est autorisé à jouer le septième match.
C'est la cinquième fois que des finales se concluent lors du septième match entre les Lakers et les Celtics. Boston a gagné toutes les finales en 7 matchs entre les deux équipes. Kobe Bryant a des difficultés au tir avec seulement 6 sur 24 à deux points et 0 sur 6 à trois points. Toutefois, il marque 10 de ses 23 points au quatrième quart-temps. Le match s'équilibre à 64 partout avec six minutes à jouer à la suite d'un panier à trois points de Derek Fisher sur une passe de Pau Gasol. Il reste 1 minute 30 et les Lakers mènent 76-70. Les Celtics ne lâchent pas par l'intermédiaire de Rasheed Wallace, qui réussit un panier à trois points, aussitôt imité par Ron Artest, puis à nouveau un trois points de Rajon Rondo ramenant les Celtics à 76-79 à 51 secondes du terme ; deux lancers francs de Bryant et de nouveau trois points de Rondo et les Celtics ne sont plus menés que 79 à 81 à 16,2 secondes de la fin. Saša Vujačić réussit deux lancers francs qui scellent la victoire des Lakers car Rondo rate un tir à 3 points à 4 secondes du buzzer. Les Lakers l'emportent 83 à 79. C'est la première victoire de la franchise lors d'un septième match contre les Celtics.
Ce septième match est le deuxième match le plus regardé de l'histoire NBA, avec 28,2 millions de téléspectateurs (le premier étant le match 6 de la finale NBA 1998). Ce match est également regardé par une audience moyenne de 1,1 million de téléspectateurs sur The Sports Network (TSN), ce qui constitue un record au Canada pour un match de la NBA. C'est la première fois depuis les Lakers en 2002 qu'une équipe remporte deux championnats consécutifs.
Kobe Bryant est nommé Meilleur joueur des finales pour la deuxième année consécutive.
|                       | Match 1 | Match 2 | Match 3 | Match 4 | Match 5 | Match 6 | Match 7 | Score final |
| Celtics de Boston     | 89      | 103     | 84      | 96      | 92      | 67      | 79      | 3           |
| Lakers de Los Angeles | 102     | 94      | 91      | 89      | 86      | 89      | 83      | 4           |

Les scores en couleur représentent l'équipe à domicile. Le score du match en gras est le vainqueur du match.

## Tête-à-tête
Lors des saisons régulières les deux franchises se sont rencontrées annuellement six fois de 1948 à 1953 puis neuf ou dix fois de 1954 à 1966, sept fois en 1967-1968, cinq ou six fois de 1969 à 1971, trois ou quatre fois de 1971 à 1979 et deux fois depuis 1979.
Les résultats entre parenthèses concernent les matchs de playoffs.
| Saison    | à Minneapolis/Los Angeles Lakers-Celtics                                | à Boston Celtics-Lakers                                                      | Total Lakers-Celtics                    |
| --------- | ----------------------------------------------------------------------- | ---------------------------------------------------------------------------- | --------------------------------------- |
| 1948-1949 | 74–67, 94–84, 72–74                                                     | 71–85, 77–55                                                                 | 3–2                                     |
| 1949-1950 | 88–70, 85–80, 77–72                                                     | 79–105, 87–69, 84–98                                                         | 5–1                                     |
| 1950-1951 | 98–96, 98–84, 69–54                                                     | 92–86, 87–81, 76–71                                                          | 3–3                                     |
| 1951-1952 | 75–77, 100–93, 90–76                                                    | 82–74, 94–108, 77–72                                                         | 3–3                                     |
| 1952-1953 | 87–82, 94–71, 94–91                                                     | 100–85, 102–106, 92–101                                                      | 5–1                                     |
| 1953-1954 | 92–105, 82–67, 99–85, 95–82                                             | 128–106, 88–84, 74–89, 79–84                                                 | 5–3                                     |
| 1954-1955 | 104–107, 112–98, 129–118, 87–82, 115–108                                | 106–121, 100–95, 115–108, 99–101                                             | 6–3                                     |
| 1955-1956 | 90–93, 101–102, 107–106, 114–110, 112–115                               | 119–113, 111–104, 118–102, 119–75                                            | 2–7                                     |
| 1956-1957 | 109–104, 115–114, 104–87, 93–105                                        | 103–91, 115–106, 121–114, 97–113, 117–110                                    | 4–5                                     |
| 1957-1958 | 87–97, 87–107, 98–108, 104–107, 94–103                                  | 114–88, 113–100, 140–119, 131–107                                            | 0–9                                     |
| 1958-1959 | 108–117, 106–109, 94–112, 99–107 (113–118, 110–123)                     | 119–112, 173–139, 118–106, 123–104, 116–113 (118–115, 128–108)               | 0–9 (0–4)                               |
| 1959-1960 | 110–131, 90–129, 104–121, 93–109, 136–115                               | 128–111, 130–122, 128–108, 107–104                                           | 1–8                                     |
| 1960-1961 | 105–93, 93–113, 96–102, 101–123, 103–113                                | 96–95, 106–103, 140–112, 117–120, 131–124                                    | 2–8                                     |
| 1961-1962 | 96–115, 125–99, 115–130, 95–118, 104–101 (117–115, 103–115, 105–119)    | 119–105, 118–103, 129–117, 101–103 (122–108, 122–129, 121–126, 110–107)      | 3–6 (3–4)                               |
| 1962-1963 | 109–119, 113–105, 93–120, 106–104, 125–123 (119–99, 105–108, 109–112)   | 128–134, 133–121, 126–112, 120–133 (117–114, 113–106, 119–126)               | 5–4 (2–4)                               |
| 1963-1964 | 90–92, 97–104, 97–95, 125–118                                           | 109–113, 99–79, 126–110, 114–78, 114–110                                     | 3–6                                     |
| 1964-1965 | 95–97, 129–114, 103–107, 104–112, 98–108 (126–105, 99–112)              | 102–104, 101–97, 117–93, 133–112, 112–114 (142–110, 129–123, 129–96)         | 3–7 (1–4)                               |
| 1965-1966 | 108–115, 111–115, 120–113, 113–124, 125–115 (106–120, 117–122, 123–115) | 110–120, 114–102, 108–106, 101–95, 100–96 (129–133, 129–109, 117–121, 95–93) | 3–7 (3–4)                               |
| 1966-1967 | 119–120, 124–114, 102–99, 111–110, 127–125                              | 130–105, 121–120, 121–106, 133–108                                           | 4–5                                     |
| 1967-1968 | 122–117, 103–113, 117–123 (119–127, 118–105, 109–124)                   | 104–141, 112–118, 123–119, 105–104 (107–101, 113–123, 120–117)               | 3–4 (2–4)                               |
| 1968-1969 | 105–99, 102–124, 116–106 (120–118, 118–112, 117–104, 106–108)           | 73–108, 88–82, 92–93 (111–105, 89–88, 99–90)                                 | 4–2 (3–4)                               |
| 1969-1970 | 122–137, 108–96, 109–99                                                 | 114–120, 103–108, 111–99                                                     | 4–2                                     |
| 1970-1971 | 124–116, 123–113                                                        | 112–104, 116–96, 114–111                                                     | 2–3                                     |
| 1971-1972 | 132–113, 122–113, 128–115                                               | 121–108, 111–124                                                             | 4–1                                     |
| 1972-1973 | 111–119, 98–102                                                         | 113–112, 112–104                                                             | 0–4                                     |
| 1973-1974 | 116–111, 110–115                                                        | 94–82, 103–111                                                               | 2–2                                     |
| 1974-1975 | 115–119, 106–127                                                        | 103–97, 101–90                                                               | 0–4                                     |
| 1975-1976 | 113–125, 113–123                                                        | 92–89, 109–103                                                               | 0–4                                     |
| 1976-1977 | 134–105                                                                 | 99–98, 117–112                                                               | 1–2                                     |
| 1977-1978 | 114–106, 104–97                                                         | 103–100                                                                      | 2–1                                     |
| 1978-1979 | 122–111, 113–104                                                        | 108–106, 89–99                                                               | 3–1                                     |
| 1979-1980 | 123–105                                                                 | 98–100                                                                       | 2–0                                     |
| 1980-1981 | 91–105                                                                  | 98–96                                                                        | 0–2                                     |
| 1981-1982 | 103–108                                                                 | 113–119                                                                      | 1–1                                     |
| 1982-1983 | 104–113                                                                 | 110–95                                                                       | 0–2                                     |
| 1983-1984 | 116–108 (137–104, 125–129, 119–108)                                     | 109–111 (109–115, 124–121, 121–103, 111–102)                                 | 2–0 (3–4)                               |
| 1984-1985 | 117–111 (136–111, 105–107, 120–111)                                     | 104–102 (148–114, 102–109, 100–111)                                          | 1–1 (4–2)                               |
| 1985-1986 | 99–105                                                                  | 110–95                                                                       | 0–2                                     |
| 1986-1987 | 106–103 (126–113, 141–122, 106–93)                                      | 110–117 (109–103, 106–107, 123–108)                                          | 2–0 (4–2)                               |
| 1987-1988 | 115–106                                                                 | 114–115                                                                      | 2–0                                     |
| 1988-1989 | 119–110                                                                 | 110–96                                                                       | 1–1                                     |
| 1989-1990 | 116–110                                                                 | 110–119                                                                      | 2–0                                     |
| 1990-1991 | 85–98                                                                   | 87–104                                                                       | 1–1                                     |
| 1991-1992 | 107–114                                                                 | 114–91                                                                       | 0–2                                     |
| 1992-1993 | 119–129                                                                 | 87–96                                                                        | 1–1                                     |
| 1993-1994 | 100–97                                                                  | 109–99                                                                       | 1–1                                     |
| 1994-1995 | 92–118                                                                  | 118–120                                                                      | 1–1                                     |
| 1995-1996 | 102–91                                                                  | 107–124                                                                      | 2–0                                     |
| 1996-1997 | 109–102                                                                 | 110–94                                                                       | 1–1                                     |
| 1997-1998 | 102–108                                                                 | 103–118                                                                      | 1–1                                     |
| 1998-1999 | Lockout (saison raccourcie à 50 matchs)                                 | Lockout (saison raccourcie à 50 matchs)                                      | Lockout (saison raccourcie à 50 matchs) |
| 1999-2000 | 109–96                                                                  | 90–99                                                                        | 2–0                                     |
| 2000-2001 | 112–107                                                                 | 96–100                                                                       | 2–0                                     |
| 2001-2002 | 108–109                                                                 | 99–81                                                                        | 0–2                                     |
| 2002-2003 | 104–96                                                                  | 98–95                                                                        | 1–1                                     |
| 2003-2004 | 105–82                                                                  | 109–117                                                                      | 2–0                                     |
| 2004-2005 | 104–95                                                                  | 104–101                                                                      | 1–1                                     |
| 2005-2006 | 111–112                                                                 | 97–105                                                                       | 1–1                                     |
| 2006-2007 | 122–96                                                                  | 98–111                                                                       | 2–0                                     |
| 2007-2008 | 91–110 (87–81, 91–97, 103–98)                                           | 107–94 (98–88, 108–102, 131–92)                                              | 0–2 (2–4)                               |
| 2008-2009 | 92–83                                                                   | 109–110 (OT)                                                                 | 2–0                                     |
| 2009-2010 | 86–87 (102–89, 94–103, 89–67, 83–79)                                    | 89–90 (84–91, 96–89, 92–86)                                                  | 1–1 (4–3)                               |
| 2010-2011 | 96–109                                                                  | 86–92                                                                        | 1–1                                     |
| 2011-2012 | 97–94                                                                   | 87–88                                                                        | 2–0                                     |
| 2012-2013 | 113-99                                                                  | 116-95                                                                       | 1-1                                     |
| 2013-2014 | 101-92                                                                  | 104-107                                                                      | 2-0                                     |
| 2014-2015 | 96-113                                                                  | 111-118 (OT)                                                                 | 1-1                                     |
| 2015-2016 | 100-107                                                                 | 104-112                                                                      | 1-1                                     |
| 2016-2017 | 95-115                                                                  | 113-107                                                                      | 0-2                                     |
| 2017-2018 | 108-107                                                                 | 107-96                                                                       | 1-1                                     |
| 2018-2019 | 107-120                                                                 | 128-129                                                                      | 1-1                                     |
| 2019-2020 | 114-112                                                                 | 139-107                                                                      | 1-1                                     |
| 2020-2021 | 113-121                                                                 | 95-96                                                                        | 1-1                                     |
| 2021-2022 | 117-102                                                                 | 130-108                                                                      | 1-1                                     |
| 2022-2023 | 118-122 (OT)                                                            | 125-121 (OT)                                                                 | 0-2                                     |
| 2023-2024 | 115-126                                                                 | 105-114                                                                      | 1-1                                     |

## Statistiques et records

### Bilan
|                                                 | Celtics de Boston                                     | Lakers                        |
| Victoires en saison régulière                   | 166                                                   | 134                           |
| Bilan à domicile                                | 83-51                                                 | 78-58                         |
| Victoires en playoffs                           | 43                                                    | 31                            |
| Bilan à domicile                                | 27-11                                                 | 20-16                         |
| Victoires après prolongations                   | 7                                                     | 6                             |
| Nombre de points                                | 31 994 106,6 points par match                         | 31 340 104,5 points par match |
| Plus grand nombre de points en saison régulière | 173 le 27 février 1959                                | 141 le 11 février 1968        |
| Plus grand nombre de points en playoffs         | 148 le 27 mai 1985                                    | 141 le 4 juin 1987            |
| Plus grand écart en saison régulière            | 44 le 11 novembre 1955                                | 37 le 11 février 1968         |
| Plus grand écart en playoffs                    | 39 le 17 juin 2008                                    | 33 le 3 juin 1984             |
| Invincibilité                                   | 22 matchs entre le 6 novembre 1957 et le 9 avril 1959 | 5 matchs à trois reprises     |

mise à jour : 30 décembre 2017

### Records réalisés à l'occasion des matchs Celtics-Lakers

#### Records NBA

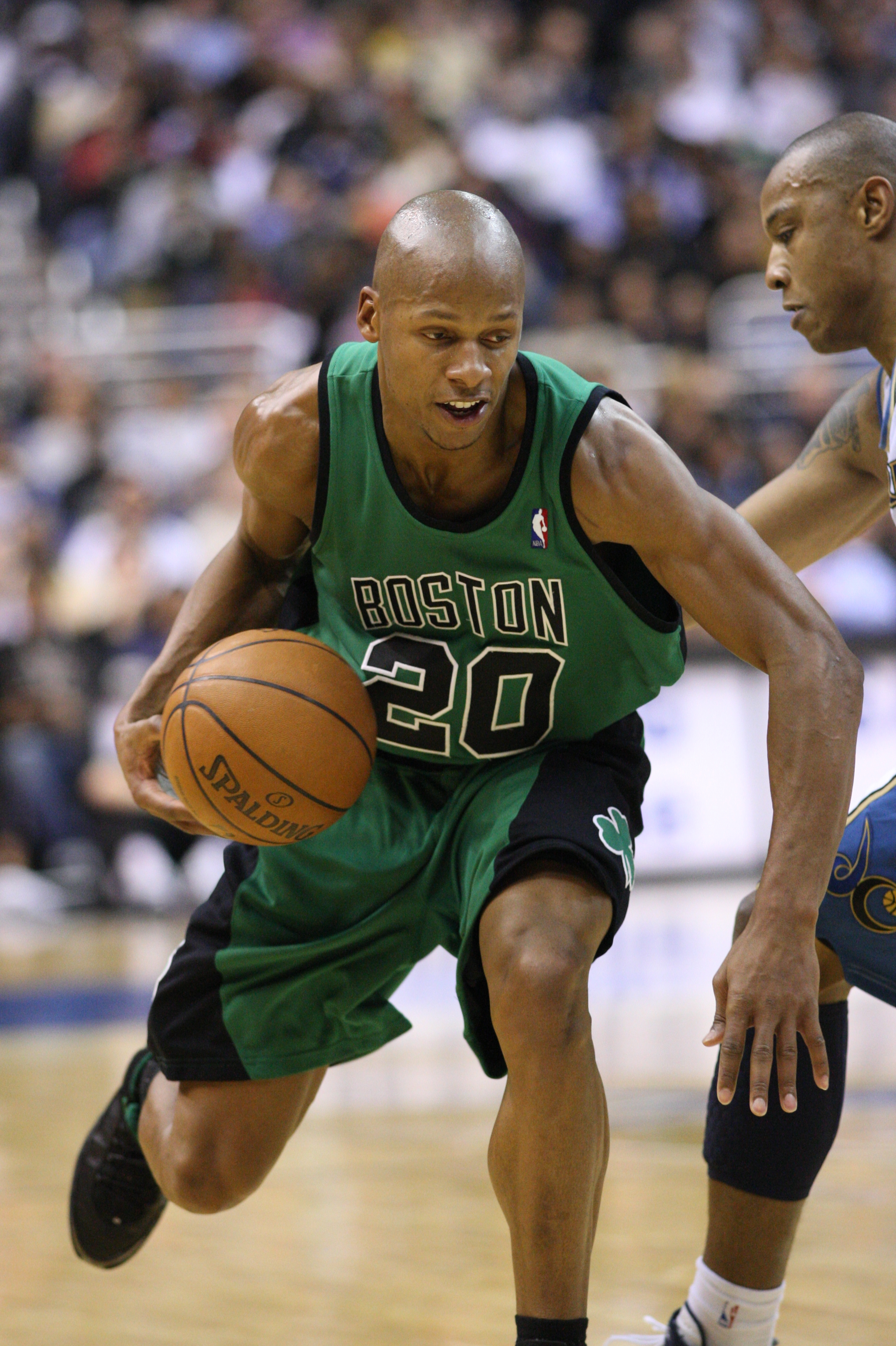
Ray Allen en dribble.

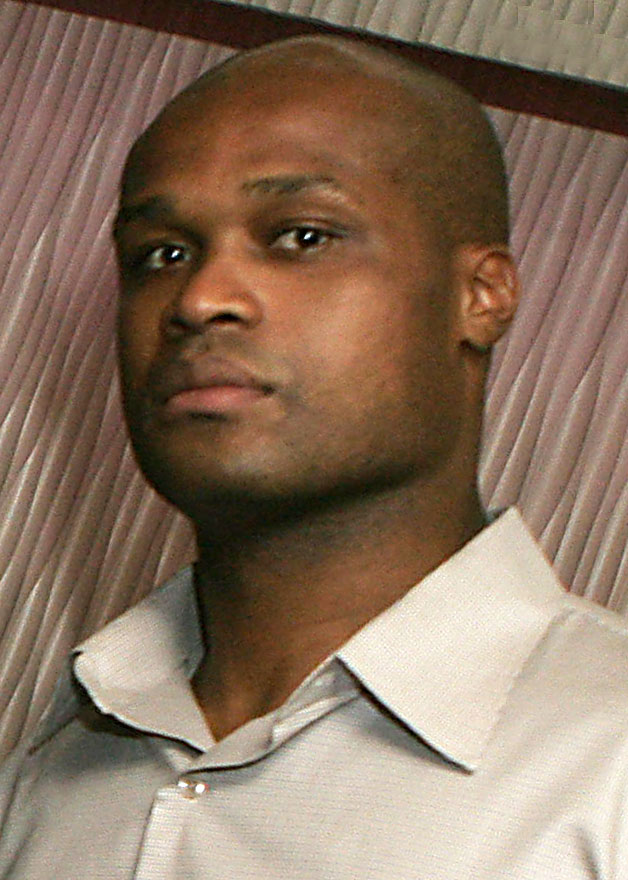
Portrait d'Antoine Walker.

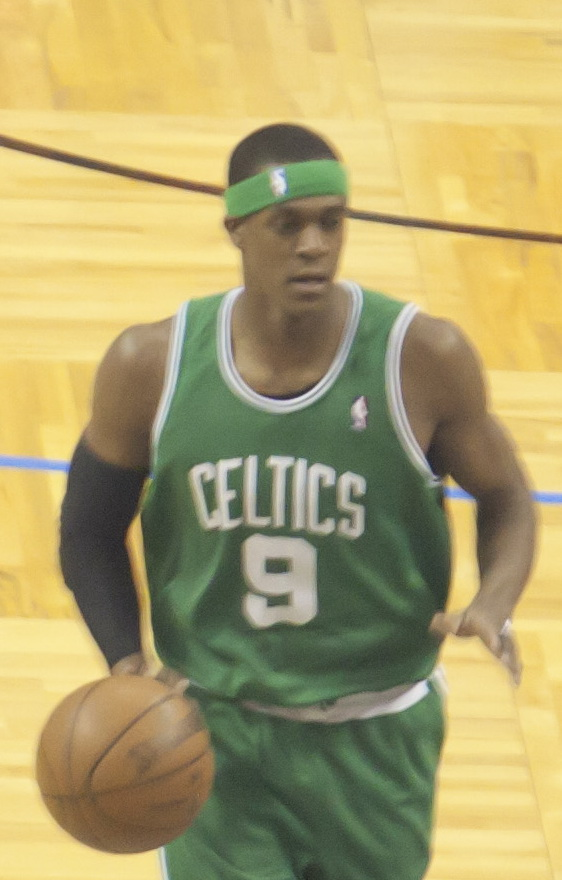
Rajon Rondo en 2010.

Lors des rencontres entre les Celtics et les Lakers plusieurs records NBA, d'équipe ou individuels, ont été établis.
Lors des finales 1959 les Celtics deviennent la première équipe à gagner une série finale sur le score de quatre victoires à zéro (sweep en anglais, que l'on traduit généralement par coup de balai) au cours de la treizième finale depuis la création de la ligue. Seules six autres équipes feront de même (Bucks de Milwaukee en 1970, Warriors de Golden State en 1975, Pistons de Détroit en 1989, Rockets de Houston en 1995, Lakers de Los Angeles en 2002 et Spurs de San Antonio en 2007).
Lors des Finales 2008, les Celtics établissent le record NBA du plus grand nombre de matchs éliminatoires nécessaires pour gagner un championnat, avec 26 (sur un total maximum possible de 28, en gagnant ses rencontres 4-3, 4-3, 4-2 et 4-2), surpassant le précédent record de 24 détenu par les Lakers en 1988. Cinq joueurs ont joué ces 26 matchs : Ray Allen, Rajon Rondo, Kevin Garnett, Paul Pierce et James Posey.
Toujours en 2008, les Celtics gagnent le dernier match 131 à 92. Cette marge de 39 points est la plus importante jamais enregistrée dans le dernier match d'une série finale, battant l'ancien record de 33 points vieux de 33 ans, également établi par les Celtics sur les Lakers dans le cinquième match des finales NBA 1965, 129 à 96.
Les Celtics codétiennent (avec Phoenix en 1990) le record de points inscrits dans un match de NBA lors de leur victoire, le 27 février 1959, 173 à 139 face aux Lakers de Minneapolis avec en particulier 43 points de Tom Heinsohn et 31 de Bob Cousy.
Bob Cousy est détenteur depuis ce même match du plus grand nombre de passes décisives en une mi-temps avec 19 passes.
Le 14 avril 1962, lors du cinquième match des finales 1962, Elgin Baylor inscrit 61 points (22 paniers et 17 lancers francs réussis sur 19 tentés), ce qui constitue le meilleur total de points en finales NBA et le second en playoffs après les 63 points de Michael Jordan le 20 avril 1986, lors du premier tour des playoffs 1986 entre les Bulls de Chicago et les Celtics de Boston. Ce même jour, il établit également le record de points en une mi-temps avec 33 points réussis mais aussi le plus grand nombre de tirs tentés en une mi-temps avec 25 et le plus grand nombre de paniers en un match avec 22. Lors de cette série finale de 1962, Elgin Baylor établit avec 284 points inscrits le record de points marqués pour une série éliminatoire disputée en sept matchs soit une moyenne de 40,6 points par match et fait partie des cinq joueurs à avoir marqué plus de 30 points à chaque match d'une série finale (avec Rick Barry en 1967, Michael Jordan en 1993 et Shaquille O'Neal en 2000 pour une série de six matchs et Hakeem Olajuwon pour une série de quatre matchs).
Lors des finales 1985, gagnées par les Lakers, Kareem Abdul-Jabbar est le plus vieux joueur (38 ans et 2 mois) à être nommé Meilleur joueur des finales (effaçant ainsi le record de son coéquipier Wilt Chamberlain qui avait reçu cette récompense en 1972 à l'âge de 35 ans et 10 mois).
Lors du second match de la série finale 2010, Ray Allen inscrit 8 tirs à trois points dont sept en première mi-temps. Ces deux performances constituent un nouveau record NBA.

#### Records pour les franchises
Le 7 mars 1969 lors d'un match de saison régulière, Wilt Chamberlain établit un triple record pour la franchise en captant 42 rebonds dans le match dont 27 lors de la première mi-temps et 14 lors du premier quart-temps.
Le 26 décembre 1995, lors de la réception de Boston pour un match de saison régulière, Eddie Jones, égale le record de la franchise de 6 interceptions en une mi-temps.
Trois joueurs des Celtics ont réalisé des triple-doubles face aux Lakers : Larry Bird, le 15 février 1991 lors de la victoire des Celtics à Los Angeles 98 à 85 en réalisant 11 points, 11 rebonds et 11 passes ; Antoine Walker, le 19 février 2002 en réalisant 30 points, 14 rebonds et 10 passes lors de la victoire des Celtics à Los Angeles 109 à 108 et enfin Rajon Rondo, le 6 juin 2010 lors du second match de la série finale 2010 en réalisant 19 points, 12 rebonds et 10 passes, qui voit la victoire des Celtics à Los Angeles 103 à 94.

## Joueurs ayant évolué dans les deux franchises
Seize joueurs ont joué dans les deux franchises. Le premier est Don Nelson qui joue deux saisons avec les Lakers (1963-1964 et 1964-1965) ; puis après avoir perdu le titre en 1965 face aux Celtics il rejoint ces derniers la saison suivante où il restera jusqu'à la fin 1976 et où il gagnera cinq titres : les quatre premiers en 1966, 1968, 1969 et 1974 face aux Lakers et le dernier en 1976 contre les Suns de Phoenix.
À la même époque son adversaire puis coéquipier Mel Counts, après deux saisons et deux titres aux Celtics en 1965 et 1966, signe aux Lakers de 1966 à 1970 puis de 1972 à 1974. Ensuite Hank Finkel joue la saison 1966-1967 avec les Lakers avant de rejoindre les Celtics de 1969 à 1975 et remporter un titre en 1974. Toujours dans les années 60, Jim Barnes joue une saison et demie aux Lakers (1966-1968) et une saison et demie également aux Celtics (1968-1969) et remporte le titre en 1969.
Dans les années 1970-1980 deux autres joueurs ont le même parcours. Kermit Washington après cinq saisons au Lakers (1973 à 1978) dispute la saison 1978-1979 avec les Celtics. Bob McAdoo joue en 1978-1979 pour les Celtics et après un passage à Détroit et New Jersey rejoint les Lakers pour quatre saisons (1981 à 1985) ponctuées par deux titres et deux finales contre les Celtics (une défaite en 1984 et une victoire en 1985).
Dans les années 1990 trois joueurs évoluent dans les deux franchises. Brian Shaw joue trois saisons à Boston en 1988-89 et de 1990 à 1992 puis finit sa carrière par quatre saisons aux Lakers 1999 à 2003 avant d'en devenir entraîneur assistant. Joe Kleine évolue de 1989 à 1993 aux Celtics et une saison avec les Lakers en 1996-97. Rick Fox fait toute sa carrière dans les deux franchises, d'abord de 1991 à 1997 à Boston puis de 1997 à 2004 à Los Angeles où il gagne 3 titres NBA consécutifs de 2000 à 2002.
Les années 2000 voient beaucoup plus de joueurs passer d'une franchise à l'autre. Shaquille O'Neal figure en bonne place aux Lakers de 1996 à 2004 avec lesquels il remporte trois de ses quatre titres (2000 à 2002) et termine sa dernière année de compétition avec les Celtics en 2010-2011. Lors des saisons 2003-2004 et 2004-2005 Chucky Atkins et Gary Payton jouent une saison dans chaque franchise en échangeant leurs rôles respectifs (Atkins aux Celtics puis Lakers et Payton l'inverse). Chris Mihm joue la fin de la saison 2003-2004 avec les Celtics (54 matchs et les playoffs) et cinq saisons avec les Lakers (2004 à 2009) ; en 2008 il participe aux playoffs mais pas à la finale entre Celtics et Lakers. Von Wafer effectue deux saisons aux Lakers de 2005 à 2007 et une aux Celtics 2010-2011. Theo Ratliff est en 2006-2007 aux Celtics et en 2010-2011 aux Lakers lors de sa dernière saison professionnelle. Enfin Troy Murphy joue une saison dans chaque franchise : 2010-2011 à Boston et 2011-2012 à Los Angeles.
Earl Tatum figure dans les 2 effectifs pour la saison 1976-1977 avec les Lakers et en 1978-1979 avec les Celtics, avec lesquels il ne dispute pas de match contre les Lakers.
Lors de la Saison NBA 1977-1978, Ernie DiGregorio dispute 25 matchs avec les Lakers et 27 matchs avec les Celtics mais ne participe à aucun des 2 matchs opposant les deux franchises (ni le 18 décembre 1977 ni le 1er février 1978).
Quant à Bill Sharman il présente la particularité d'avoir joué dix ans de 1951 à 1961 avec l'équipe de Boston et d'y remporter 4 titres en 1957, 1959, 1960 et 1961 dont une fois face aux Lakers en 1959 et d'avoir entraîné les Lakers pendant cinq ans de 1971 à 1976 et de remporter le titre de 1972. Son parcours de joueur lui vaut d'être intronisé au Basketball Hall of Fame en 1976, puis de nouveau en 2004, cette fois en tant qu'entraîneur. Il est alors l'une des trois seules personnes nommées à ces deux titres, précédé par John Wooden (1961 et 1973) et Lenny Wilkens (1989 et 1998).